# Liste der Biografien/Tay
Liste der Biografien |
Portal Biografien |
Personensuche
# |
A |
B |
C |
D |
E |
F |
G |
H |
I |
J |
K |
L |
M |
N |
O |
P |
Q |
R |
S |
T |
U |
V |
W |
X |
Y |
Z |
?
 
Ta |
Tc |
Te |
Tf |
Tg |
Th |
Ti |
Tj |
Tk |
Tl |
Tm |
To |
Tq |
Tr |
Ts |
Tu |
Tv |
Tw |
Tx |
Ty |
Tz
 
Taa |
Tab |
Tac |
Tad |
Tae |
Taf |
Tag |
Tah |
Tai |
Taj |
Tak |
Tal |
Tam |
Tan |
Tao |
Tap |
Taq |
Tar |
Tas |
Tat |
Tau |
Tav |
Taw |
Tax |
Tay |
Taz
Die Liste der Biografien führt alle Personen auf, die in der deutschsprachigen Wikipedia einen Artikel haben. Dieses ist eine Teilliste mit 651 Einträgen von Personen, deren Namen mit den Buchstaben „Tay“ beginnt.

## Tay
- Tay, Schatzmeister unter der altägyptischen Herrscherin Hatschepsut und unter Thutmosis III.
- Tay Za (* 1967), burmesischer Geschäftsmann
- Tay, Moses (* 1938), singapurischer anglikanischer Erzbischof von Südostasien (Singapur)
- Tay, Warren (1843–1927), englischer Augenarzt und Chirurg

### Taya
- Taya, Maaouya Ould Sid’Ahmed (* 1941), mauretanischer Politiker, Premierminister und Präsident von Mauretanien
- Tayali, Frank, sambischer Politiker (UPND), Mitglied der Nationalversammlung und Minister
- Tayama, Katai (1872–1930), japanischer Schriftsteller
- Tayama, Shinsuke (* 1982), japanischer Skeletonpilot
- Tayama, Teruaki (* 1944), japanischer Rechtswissenschaftler
- Tayanna (* 1984), ukrainische Sängerin, Schauspielerin und Komponistin
- Tayar, Graham (1933–2016), britischer Journalist und Jazzpianist

### Tayc
- Tayc (* 1996), französischer Afrobeats-SängerTayc (* 1996)

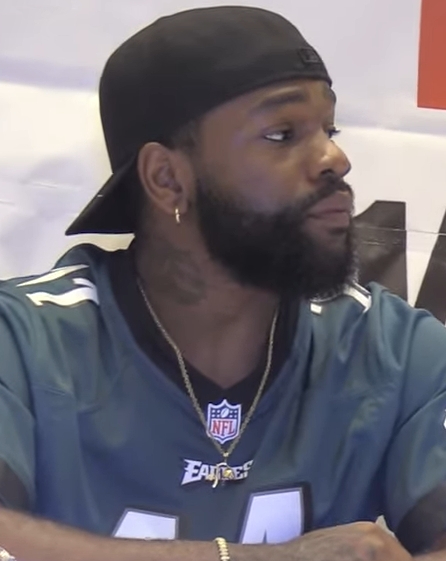
Tayc (* 1996)

### Tayd
- Tayde, Mandala (* 1975), deutsche Schauspielerin

### Taye
- Taye, Ejgayehu (* 2000), äthiopische Langstreckenläuferin
- Taye, Moges (* 1973), äthiopischer Marathonläufer
- Tayeb, Hamdan El (* 1934), sudanesischer Sprinter
- Tayeb, Ninet (* 1983), israelische Sängerin
- Tayeb, Rayan (* 2004), neuseeländisch-algerischer Fußballspieler
- Tayebi, Mohammad Reza (* 1998), iranischer Kugelstoßer
- Tayebnia, Ali, iranischer Politiker
- Tayeh, Andria (* 2001), jordanisch-libanesische Schauspielerin, Model und Influencerin
- Tayeh, Jesse, US-amerikanischer Schauspieler
- Tayeh, Sufyan (1971–2023), palästinensischer Physikprofessor
- Tayen, Liesbeth († 1452), niederländische Ordensfrau und Priorin in den Klöstern Mechelen und Diepenveen
- Tayen, Oeland († 1439), niederländische Ordensfrau und Priorin in den Klöstern Mechelen und Diepenveen

### Tayf
- Tayfur, Ferdi (1945–2025), türkischer Texter, Komponist, Sänger und SchauspielerFerdi Tayfur (1945–2025)

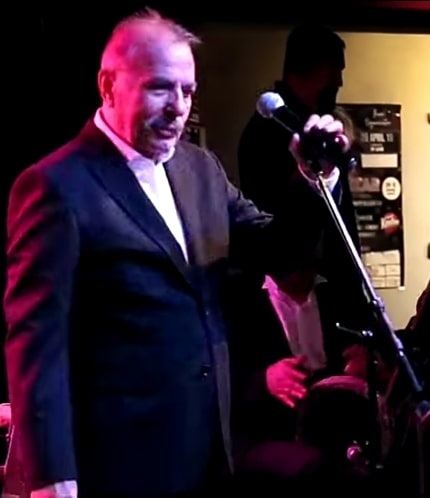
Ferdi Tayfur (1945–2025)

- Tayfur, Muhlis (1922–2008), türkischer Ringer und -trainer

### Tayg
- Taygan, Ferdi (* 1956), US-amerikanischer Tennisspieler
- Tayğar, Fatih (* 1999), türkischer Eishockeyspieler

### Tayi
- Tayir, Shewketjan (* 2001), chinesischer Fußballspieler

### Tayl

#### Tayla
- Taylan, Kamil (* 1950), deutsch-türkischer Fernsehjournalist und Krimiautor
- Taylan, Nurcan (* 1983), türkische Gewichtheberin
- Taylanlar, Can (1981–2010), deutsch-türkischer Schauspieler

#### Tayle
- Tayle, Ferry (* 1982), französischer DJ
- Tayler, Albert Chevallier (1862–1925), englischer Maler des Spätimpressionismus
- Tayler, Howard (* 1968), US-amerikanischer Cartoonist und Autor
- Tayler, Jeffrey (* 1961), US-amerikanischer Journalist
- Tayler, John (1742–1829), US-amerikanischer Politiker
- Tayler, Joseph Henry (1859–1959), US-amerikanischer Banker sowie Politiker (Republikanische Partei)
- Tayler, Richard (* 1948), neuseeländischer Langstreckenläufer
- Tayler, Robert Walker (1852–1910), US-amerikanischer Politiker (Republikanische Partei)
- Tayler, Robert Walker senior (1812–1878), US-amerikanischer Jurist und Politiker

#### Taylo

##### Taylor

###### Taylor G
- Taylor Greene, Marjorie (* 1974), US-amerikanische Politikerin (Republikanische Partei)Marjorie Taylor Greene (* 1974)

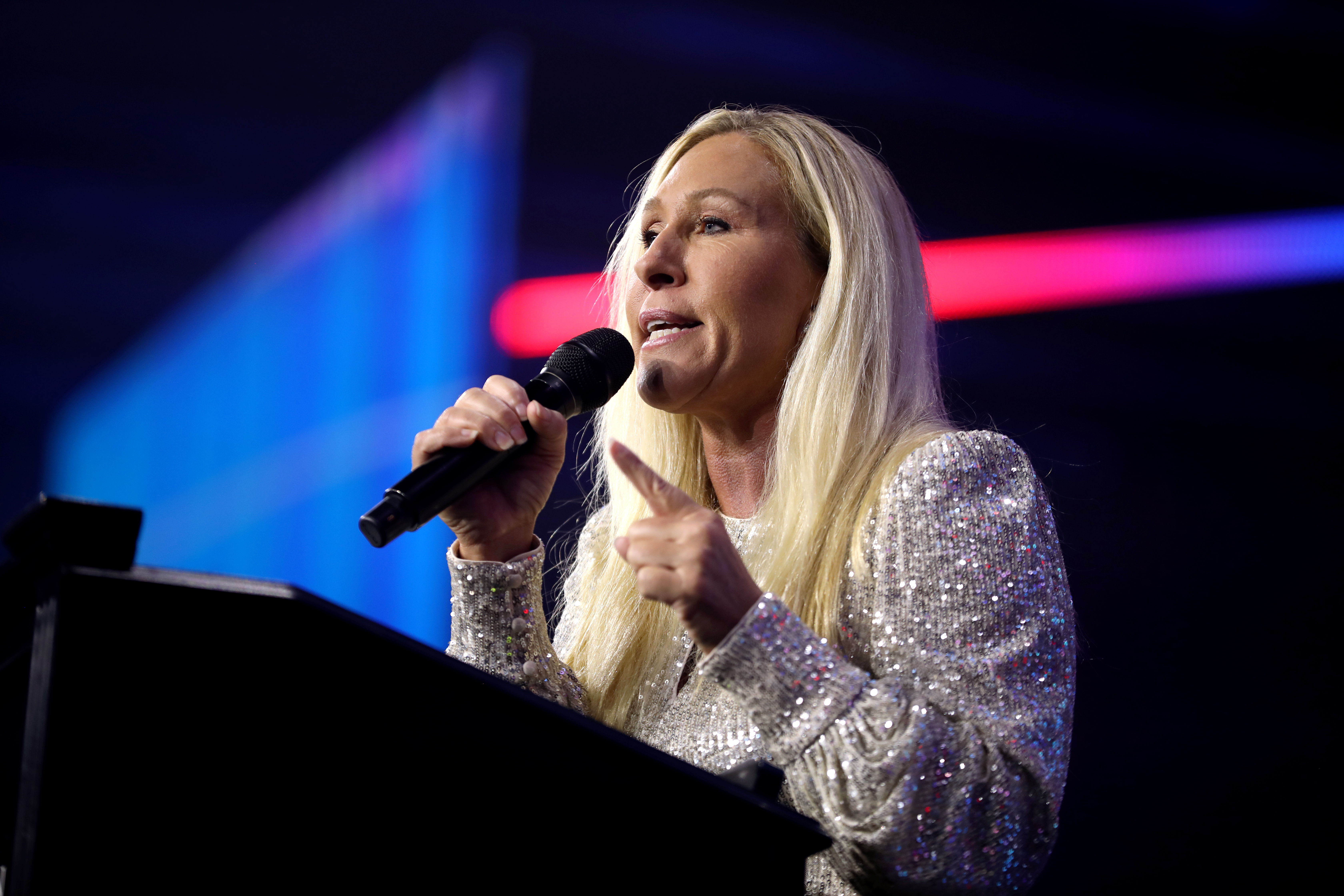
Marjorie Taylor Greene (* 1974)

###### Taylor O
- Taylor of Caroline, John (1753–1824), US-amerikanischer Politiker (Demokratisch-Republikanische Partei)

###### Taylor R
- Taylor Rosenberg, Nancy (1946–2017), US-amerikanische Schriftstellerin

###### Taylor, A
- Taylor, Abner (1829–1903), US-amerikanischer Politiker
- Taylor, Adam (* 1991), australischer Tennisspieler
- Taylor, Alan (* 1955), US-amerikanischer Historiker
- Taylor, Alan (* 1965), US-amerikanischer Film- und Fernsehregisseur, Filmproduzent und Drehbuchautor
- Taylor, Alan D. (* 1947), US-amerikanischer Mathematiker
- Taylor, Alan J. P. (1906–1990), britischer Historiker
- Taylor, Albert H. (1879–1961), US-amerikanischer Elektroingenieur
- Taylor, Alexander Wilson (1815–1893), US-amerikanischer Politiker
- Taylor, Alfred A. (1848–1931), US-amerikanischer Politiker und der 38. Gouverneur von Tennessee
- Taylor, Alfred Dundas (1825–1898), britischer Marineoffizier, Meeresvermesser und Autor
- Taylor, Alfred Edward (1869–1945), britischer Philosoph
- Taylor, Allan (1919–2004), britischer Heeresoffizier, Generalleutnant
- Taylor, Allan (* 1945), britischer Singer-Songwriter
- Taylor, Allan (* 1984), englischer SnookerspielerAllan Taylor (* 1984)

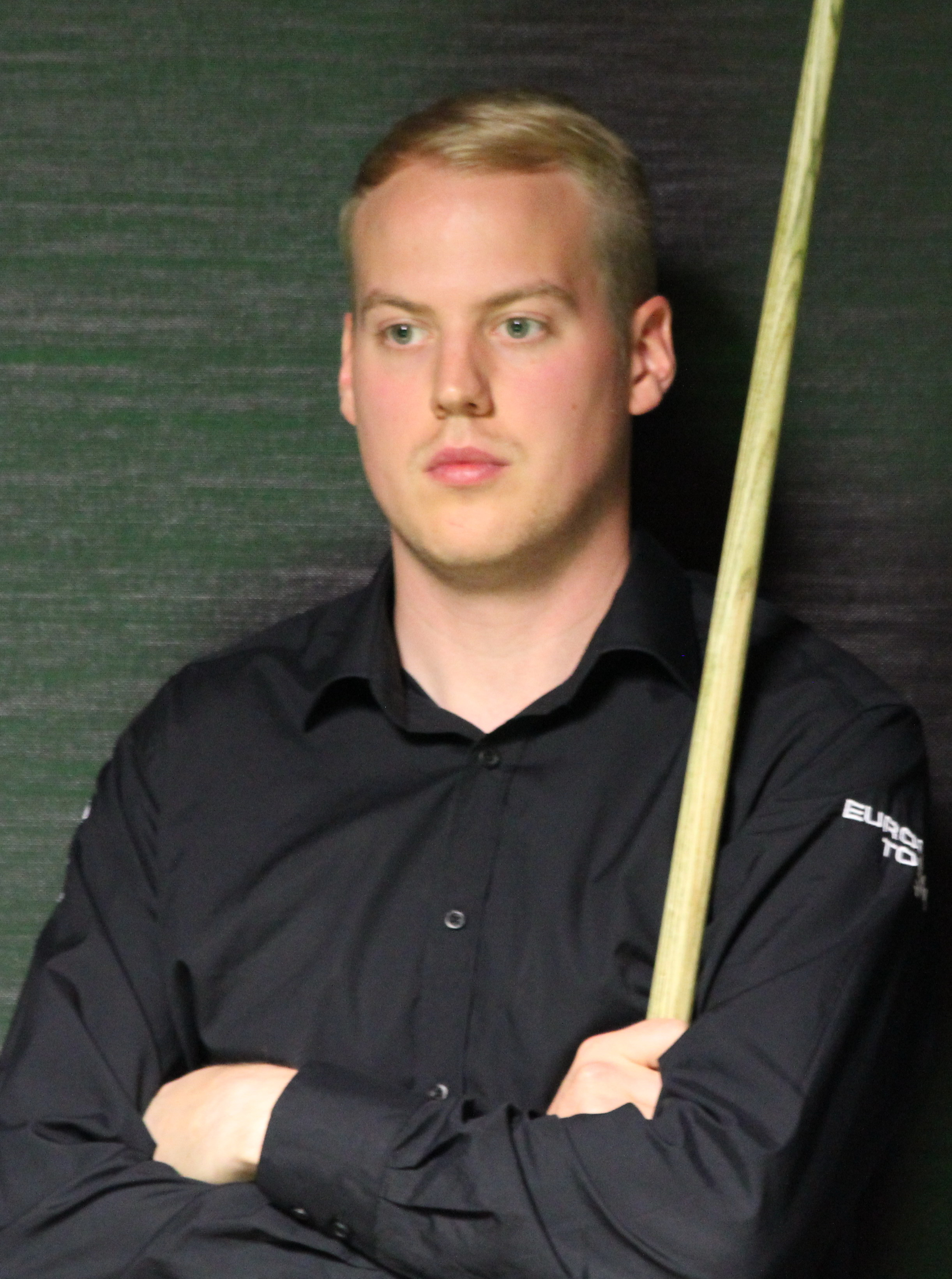
Allan Taylor (* 1984)

- Taylor, Ally (* 2001), schottischer Fußballspieler
- Taylor, Alma (1895–1974), britische Schauspielerin
- Taylor, Alontae (* 1998), US-amerikanischer American-Football-Spieler
- Taylor, Andrew (1875–1945), kanadischer Bergsteiger
- Taylor, Andrew (* 1951), englischer Krimi-Schriftsteller
- Taylor, Andrew (* 1967), australischer Maler und Grafiker
- Taylor, Andrew (* 1985), australischer Bahnradsportler
- Taylor, Andrew (* 1986), englischer Fußballspieler
- Taylor, Andy (* 1961), englischer Gitarrist
- Taylor, Angelo (* 1978), US-amerikanischer Hürdenläufer
- Taylor, Ann (1782–1866), britische Dichterin und Literaturkritikerin
- Taylor, Ann Bonfoey (1910–2007), US-amerikanische Flugpionierin und Model
- Taylor, Ann, Baroness Taylor of Bolton (* 1947), britische Politikerin (Labour Party), Mitglied des House of Commons
- Taylor, Anna Diggs (1932–2017), US-amerikanische Juristin
- Taylor, Annie (1838–1921), US-amerikanische Lehrerin, überlebte als erste die Befahrung der NiagarafälleAnnie Taylor (1838–1921)

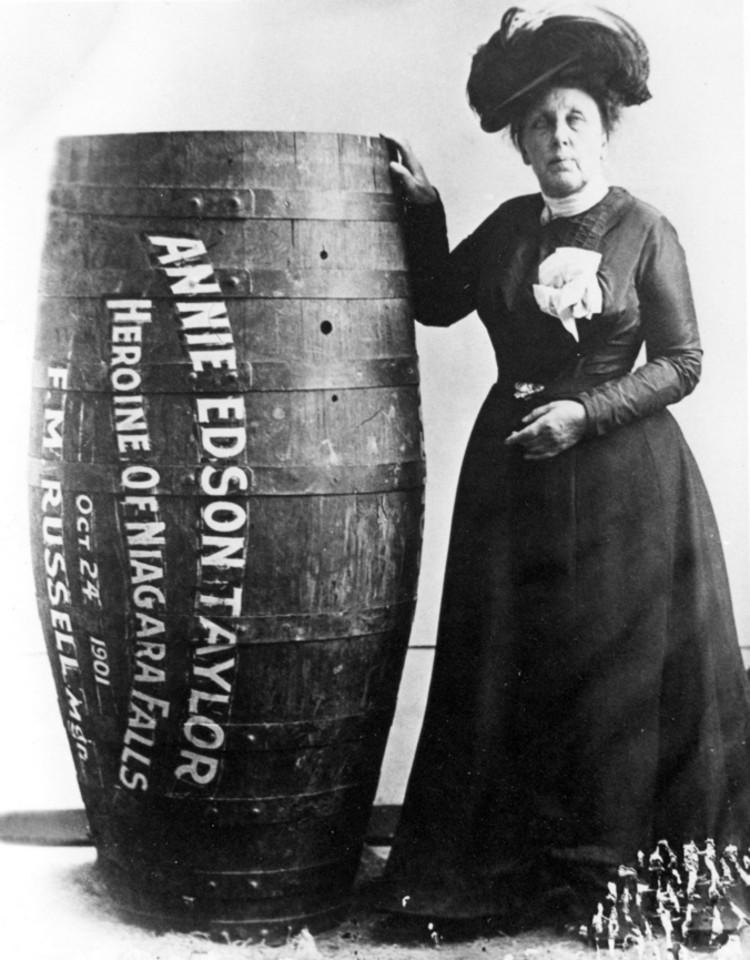
Annie Taylor (1838–1921)

- Taylor, Annika (* 1993), britische Skilangläuferin
- Taylor, Anthony, US-amerikanischer Basketballtrainer
- Taylor, Anthony (* 1978), britischer FußballschiedsrichterAnthony Taylor (* 1978)

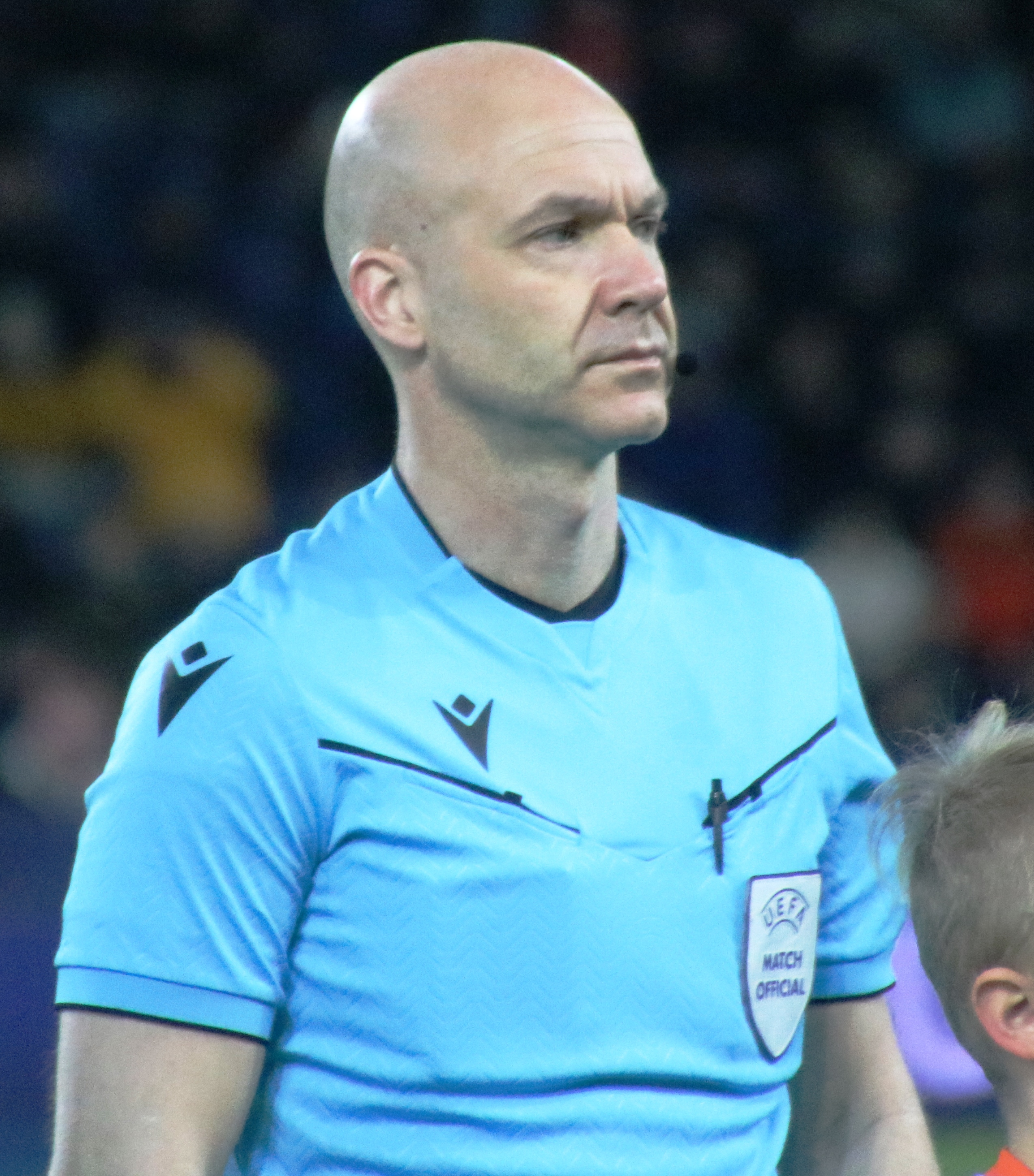
Anthony Taylor (* 1978)

- Taylor, Anthony Basil (* 1954), US-amerikanischer römisch-katholischer Geistlicher, Bischof von Little Rock
- Taylor, Archer (1890–1973), amerikanischer Volkskundler
- Taylor, Arnold (1943–1981), südafrikanischer Boxer im Bantamgewicht
- Taylor, Art (1929–1995), US-amerikanischer Jazz-Schlagzeuger
- Taylor, Arthur H. (1852–1922), US-amerikanischer Politiker
- Taylor, Ash (* 1990), walisischer Fußballspieler
- Taylor, Ashley (* 1968), südafrikanischer Schauspieler, Synchronsprecher und Komiker
- Taylor, Astra (* 1979), kanadische Autorin, Filmemacherin und Bürgerrechtlerin

###### Taylor, B
- Taylor, Bayard (1825–1878), US-amerikanischer Reise- und Romanschriftsteller, Diplomat und Dichter
- Taylor, Beau (* 1991), australischer Eishockeyspieler
- Taylor, Ben (* 1985), US-amerikanischer Basketballschiedsrichter
- Taylor, Benjamin F. (1912–1987), US-amerikanischer Offizier, Generalmajor der US-Army
- Taylor, Benjamin I. (1877–1946), US-amerikanischer Jurist und Politiker
- Taylor, Bernard U. (1897–1987), US-amerikanischer Musikpädagoge
- Taylor, Bernard, Baron Taylor of Mansfield (1895–1991), britischer Bergmann, Gewerkschafter und Politiker (Labour), Mitglied des House of Commons
- Taylor, Bill (1918–2004), US-amerikanischer Autorennfahrer
- Taylor, Bill (1944–2021), US-amerikanischer Spezialeffekte-Künstler
- Taylor, Billy (1906–1986), US-amerikanischer Jazz-Bassist und Tubist des Swing
- Taylor, Billy (1921–2010), US-amerikanischer Jazzmusiker
- Taylor, Bob (* 1960), schottischer Dartspieler
- Taylor, Brenda (* 1962), kanadische Ruderin
- Taylor, Brenda (* 1979), US-amerikanische Leichtathletin
- Taylor, Brendan (* 1986), simbabwischer Cricketspieler und Mannschaftskapitän der simbabwischen Nationalmannschaft
- Taylor, Breonna (1993–2020), US-amerikanische Notfallsanitäterin, Oper eines Polizeieinsatzes
- Taylor, Brian, US-amerikanischer Regisseur und Drehbuchautor
- Taylor, Brook (1685–1731), britischer Mathematiker
- Taylor, Bryce (* 1986), US-amerikanischer Basketballspieler
- Taylor, Buck (* 1938), US-amerikanischer SchauspielerBuck Taylor (* 1938)

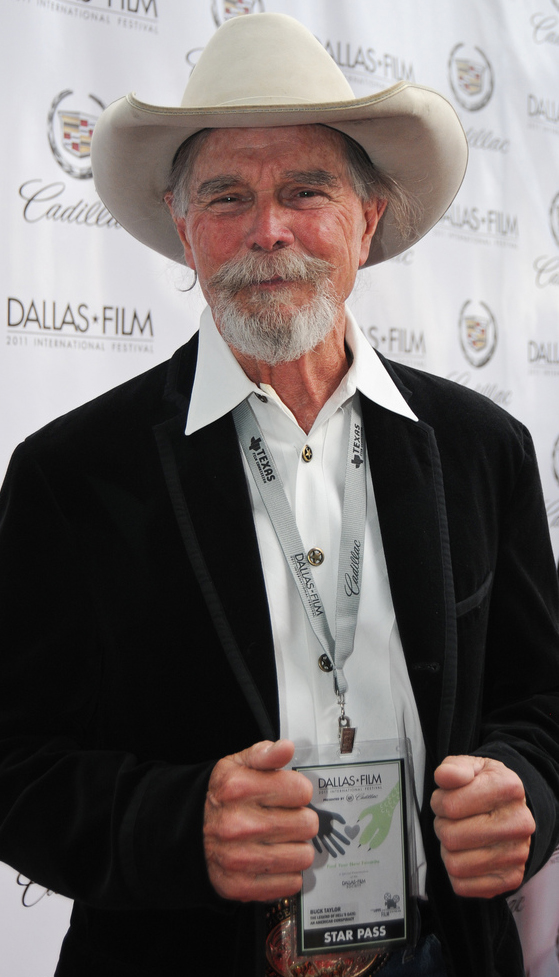
Buck Taylor (* 1938)

- Taylor, Bud (1903–1962), US-amerikanischer Boxer

###### Taylor, C
- Taylor, Caleb Newbold (1813–1887), US-amerikanischer Politiker
- Taylor, Carl Cleveland (1884–1975), US-amerikanischer Soziologe
- Taylor, Cassie (* 1986), US-amerikanische Singer-Songwriterin, Bluesmusikerin, Musikproduzentin, Model und Modedesignerin
- Taylor, Catherine (* 1989), britische Orientierungsläuferin
- Taylor, Cecil (1929–2018), US-amerikanischer Jazz-Pianist, Komponist und Dichter
- Taylor, Chad (* 1973), US-amerikanischer Jazz- und Improvisationsmusiker
- Taylor, Charisma (* 1999), bahamaische Leichtathletin
- Taylor, Charles (* 1931), kanadischer Politologe und Philosoph
- Taylor, Charles (* 1948), liberianischer Politiker, Präsident von LiberiaCharles Taylor (* 1948)

Charles Taylor (* 1948)

- Taylor, Charles H. (* 1941), US-amerikanischer Politiker
- Taylor, Charles junior (* 1977), US-amerikanisch-liberianischer Krimineller, Sohn des liberianischen Ex-Präsidenten Charles Taylor
- Taylor, Charley (1941–2022), US-amerikanischer American-Football-Spieler und -Trainer
- Taylor, Charlie (* 1993), englischer Fußballspieler
- Taylor, Charlotte (* 1985), britische Ruderin
- Taylor, Cherise (* 1989), südafrikanische Radrennfahrerin
- Taylor, Chester (* 1979), US-amerikanischer American-Football-Spieler
- Taylor, Chester W. (1883–1931), US-amerikanischer Politiker
- Taylor, Chip (* 1940), US-amerikanischer Songwriter
- Taylor, Chris, kanadischer Spieleentwickler
- Taylor, Chris (1950–1979), US-amerikanischer Ringer
- Taylor, Chris (* 1972), kanadischer Eishockeyspieler und -trainer
- Taylor, Christian (* 1968), britischer Drehbuchautor, Filmproduzent und Filmregisseur
- Taylor, Christian (* 1980), US-amerikanischer Pornodarsteller
- Taylor, Christian (* 1990), US-amerikanischer Dreispringer
- Taylor, Christina (* 1992), neuseeländische Leichtathletin
- Taylor, Christine (* 1971), US-amerikanische SchauspielerinChristine Taylor (* 1971)

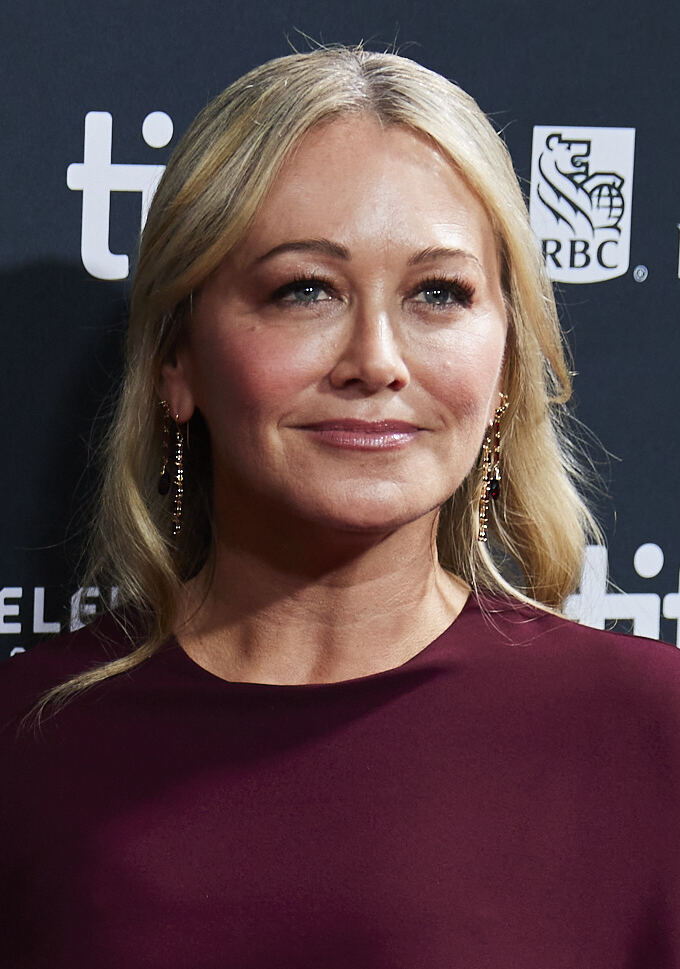
Christine Taylor (* 1971)

- Taylor, Christopher (* 1999), jamaikanischer Leichtathlet
- Taylor, Christopher Charles Whiston (* 1936), britischer Philosophiehistoriker
- Taylor, Chuck (1901–1969), US-amerikanischer Basketballschuhsignierer
- Taylor, Clarice (1917–2011), US-amerikanische Schauspielerin
- Taylor, Clementia (1810–1908), englisch-britische Frauenrechtsaktivistin und Abolitionistin
- Taylor, Constance Lindsay (1907–2000), britische Schriftstellerin
- Taylor, Corey (* 1973), US-amerikanischer SängerCorey Taylor (* 1973)

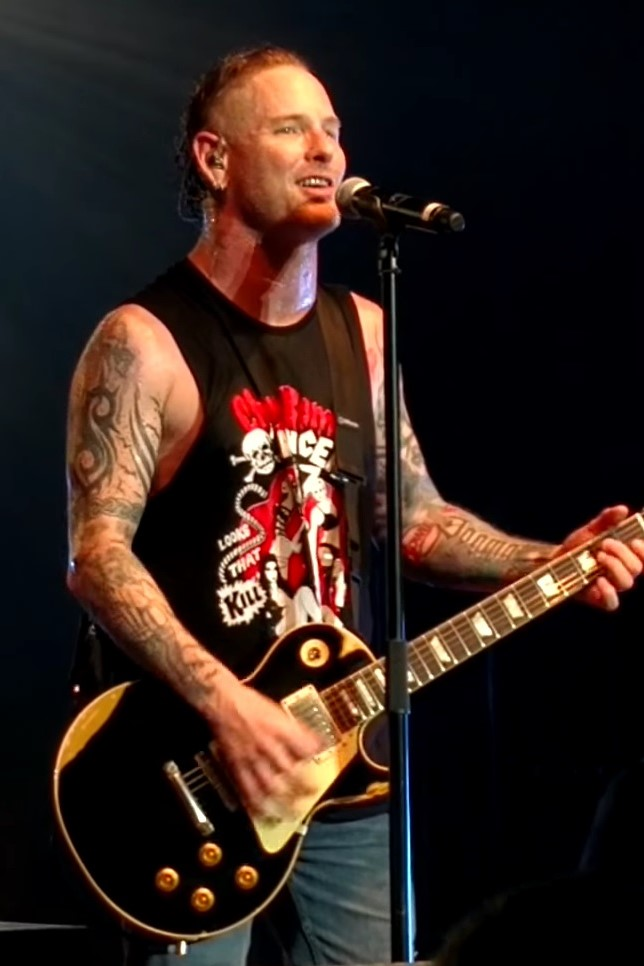
Corey Taylor (* 1973)

- Taylor, Creed (1929–2022), amerikanischer Musikproduzent und Gründer der Jazz-Label Impulse! und CTI

###### Taylor, D
- Taylor, D. J. (* 1960), britischer Schriftsteller und Literaturhistoriker
- Taylor, Dallas (1948–2015), amerikanischer Schlagzeuger
- Taylor, Danny (* 1986), belarussisch-kanadischer Eishockeytorwart
- Taylor, Danny Gordon (1950–2019), US-amerikanischer Filmtechniker für visuelle Effekte
- Taylor, Dave (* 1944), US-amerikanischer Bassposaunist
- Taylor, Dave (* 1955), kanadischer Eishockeyspieler
- Taylor, David (1883–1949), schottischer Fußballspieler und -trainer
- Taylor, David (* 1943), englischer Snookerspieler
- Taylor, David (* 1964), britischer Marathonläufer
- Taylor, David (* 1969), US-amerikanischer Politiker
- Taylor, David (* 1995), deutscher Basketballspieler
- Taylor, David Morris (* 1990), US-amerikanischer Ringer
- Taylor, David S. (* 1958), US-amerikanischer Manager
- Taylor, David Watson (1864–1940), US-amerikanischer Schiffbauingenieur
- Taylor, Dean P. (1902–1977), US-amerikanischer Politiker
- Taylor, Dedric (* 1975), US-amerikanischer Basketballschiedsrichter
- Taylor, Deems (1885–1966), US-amerikanischer Komponist, Kritiker und Rundfunkmoderator
- Taylor, Dendrie (* 1960), US-amerikanische Schauspielerin
- Taylor, Dennis (1921–1962), britischer Automobilrennfahrer
- Taylor, Dennis (* 1949), nordirischer Snookerspieler und -kommentatorDennis Taylor (* 1949)

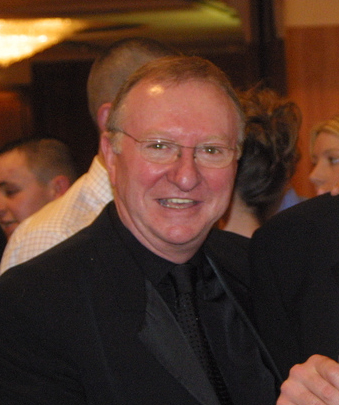
Dennis Taylor (* 1949)

- Taylor, Dennis E., kanadischer Autor
- Taylor, Dennis W., US-amerikanischer Talent-Scout
- Taylor, Deon (* 1976), US-amerikanischer Drehbuchautor, Filmregisseur und Filmproduzent
- Taylor, Derek (1932–1997), englischer Journalist, Autor und Pressesprecher der Beatles
- Taylor, Derek (* 1951), Politiker der Turks- und Caicosinseln
- Taylor, Derek (* 1975), US-amerikanischer Opernsänger (Tenor)
- Taylor, Derrick (* 1963), US-amerikanischer Basketballspieler und Basketballtrainer
- Taylor, Deryck (* 1939), jamaikanischer Weitspringer, Dreispringer und Hürdenläufer
- Taylor, Dick (* 1943), britischer Musiker, Mitglied der Urformation der Rolling StonesDick Taylor (* 1943)

Dick Taylor (* 1943)

- Taylor, Dick (* 1945), britischer Langstreckenläufer
- Taylor, Dom (* 1998), englischer Dartspieler
- Taylor, Don (1920–1998), US-amerikanischer Regisseur, Drehbuchautor, Filmproduzent, Schauspieler
- Taylor, Donald Wood (1900–1955), US-amerikanischer Ingenieur der Geotechnik
- Taylor, Dub (1907–1994), US-amerikanischer Schauspieler
- Taylor, Dylan, US-amerikanischer Jazzmusiker und Komponist

###### Taylor, E
- Taylor, Eddie (1918–2005), US-amerikanischer Poolbillardspieler
- Taylor, Eddie (1923–1985), US-amerikanischer Blues-Gitarrist
- Taylor, Eddie (1929–2022), britischer Jazzmusiker (Schlagzeug)
- Taylor, Edouard (1880–1903), französischer Radrennfahrer
- Taylor, Edward, US-amerikanischer Komponist, Musikpädagoge und Jazzmusiker
- Taylor, Edward († 1729), amerikanischer Dichter
- Taylor, Edward C. (1923–2017), US-amerikanischer Chemiker
- Taylor, Edward Harrison (1889–1978), US-amerikanischer Herpetologe
- Taylor, Edward L. (1869–1938), US-amerikanischer Politiker
- Taylor, Edward T. (1858–1941), US-amerikanischer Politiker
- Taylor, Edwin F. (1931–2025), US-amerikanischer Physiker
- Taylor, Effie J. (1874–1970), kanadische Krankenschwester und Präsidentin des International Council of Nurses
- Taylor, Elaine (* 1943), britische Schauspielerin
- Taylor, Eliza (* 1989), australische Schauspielerin
- Taylor, Elizabeth (1856–1932), US-amerikanische Malerin, Botanikerin, Journalistin und Globetrotterin
- Taylor, Elizabeth (1912–1975), britische Schriftstellerin
- Taylor, Elizabeth (1916–1977), kanadische Hürdenläuferin
- Taylor, Elizabeth (1932–2011), britisch-amerikanische SchauspielerinElizabeth Taylor (1932–2011)

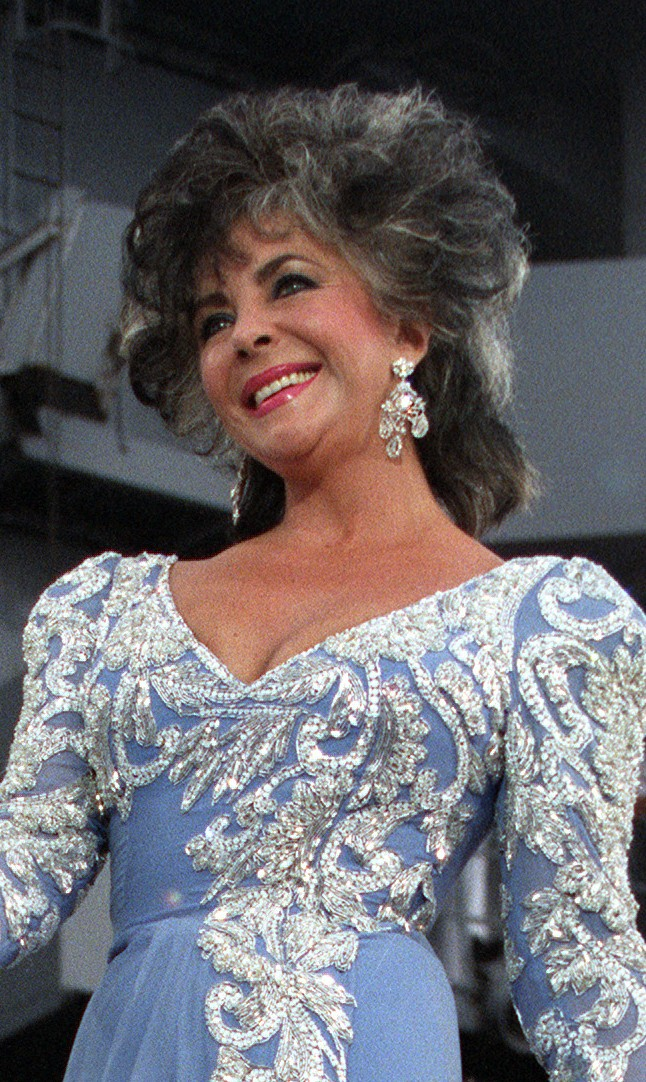
Elizabeth Taylor (1932–2011)

- Taylor, Elizabeth Best (1868–1941), Sozialreformerin und Frauenrechtlerin
- Taylor, Emily Drayton (1860–1952), amerikanische Miniaturmalerin
- Taylor, Emmett (* 1947), US-amerikanischer Sprinter
- Taylor, Eric (* 1969), US-amerikanischer Basketballspieler
- Taylor, Eric (* 1976), US-amerikanischer Basketballspieler
- Taylor, Estelle (1894–1958), US-amerikanische Filmschauspielerin
- Taylor, Eva (1895–1977), US-amerikanische Blues- und Jazzsängerin sowie Schauspielerin
- Taylor, Eva G. R. (1879–1966), britische Wissenschaftshistorikerin (Mathematik, Kartografie, Navigation) und Geographin
- Taylor, Ezra B. (1823–1912), US-amerikanischer Politiker (Republikanische Partei)

###### Taylor, F
- Taylor, Felicia (* 1951), Gospel-Sängerin
- Taylor, Florence Mary (1879–1969), australische Bauzeichnerin, Architektin und Journalistin
- Taylor, Forrest (1883–1965), US-amerikanischer Schauspieler
- Taylor, Francis († 1621), irischer Seliger und Märtyrer
- Taylor, Francis, Baron Taylor of Hadfield (1905–1995), englischer Unternehmer
- Taylor, Frank (1914–1998), irischer Politiker
- Taylor, Frank Augustus (1903–2007), US-amerikanischer Museumsdirektor
- Taylor, Frank Bursley (1860–1938), US-amerikanischer Amateur-Geologe
- Taylor, Frank Sherwood (1897–1956), britischer Wissenschaftshistoriker und Chemiker
- Taylor, Franklin (1843–1919), englischer Pianist und Musikpädagoge
- Taylor, Fred (1882–1954), englischer Fußballspieler
- Taylor, Fred (1890–1968), US-amerikanischer Radrennfahrer
- Taylor, Fred (1924–2002), US-amerikanischer Basketballtrainer
- Taylor, Fred (* 1976), US-amerikanischer American-Football-Spieler
- Taylor, Freddy, US-amerikanischer Jazz-Sänger, Trompeter, Tänzer und Bandleader des Swing
- Taylor, Frederick (* 1947), britischer Historiker
- Taylor, Frederick Winslow (1856–1915), US-amerikanischer Ingenieur und Arbeitswissenschaftler (Taylorismus)Frederick Winslow Taylor (1856–1915)

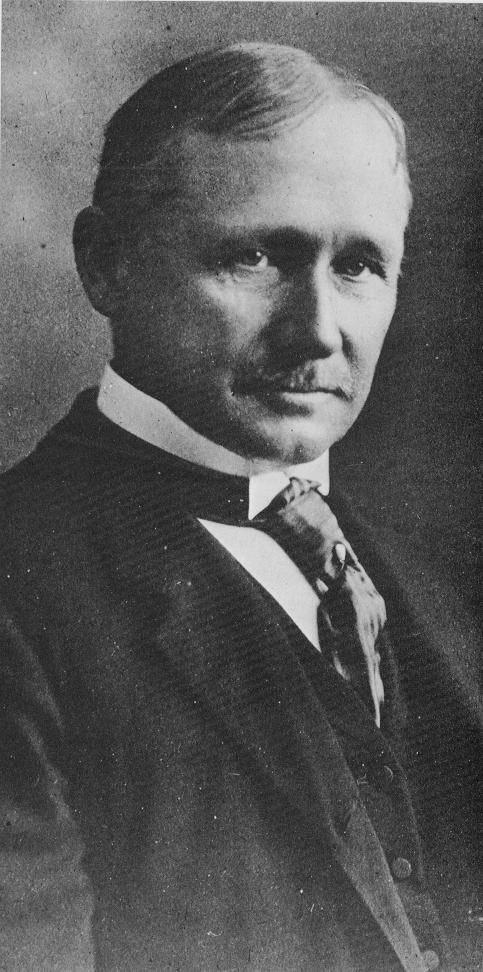
Frederick Winslow Taylor (1856–1915)

- Taylor, Fredrick Monroe (1901–1988), US-amerikanischer Jurist und Politiker

###### Taylor, G
- Taylor, Gabriella (* 1998), britische Tennisspielerin
- Taylor, Gardner C. (1918–2015), US-amerikanischer Geistlicher und Bürgerrechtler
- Taylor, Gary (* 1953), Literaturwissenschaftler
- Taylor, Gene (1928–1998), US-amerikanischer Politiker
- Taylor, Gene (1929–2001), US-amerikanischer Jazz-Bassist
- Taylor, Gene (* 1953), US-amerikanischer Politiker
- Taylor, Geoffrey (1890–1915), kanadischer Ruderer
- Taylor, Geoffrey Ingram (1886–1975), britischer Physiker
- Taylor, George († 1781), irisch-britisch-US-amerikanischer Metallarbeiter und leitender Angestellter
- Taylor, George (1820–1894), US-amerikanischer Jurist und Politiker
- Taylor, George Augustine (1872–1928), australischer Journalist, Erfinder und Luftfahrtpionier
- Taylor, George W. (1849–1932), US-amerikanischer Rechtsanwalt und Politiker
- Taylor, Georgia (* 1980), englische Schauspielerin
- Taylor, Gerald (* 2001), costa-ricanischer Fußballspieler
- Taylor, Gilbert (1914–2013), britischer Kameramann
- Taylor, Gladys (* 1953), britische Sprinterin und Hürdenläuferin
- Taylor, Glen H. (1904–1984), US-amerikanischer Politiker und Unternehmer
- Taylor, Gordon Rattray (1911–1981), britischer Schriftsteller und Journalist
- Taylor, Grace Oladunni (* 1937), nigerianische Biochemikerin
- Taylor, Graham (1944–2017), englischer Fußballspieler und -trainer
- Taylor, Graham P. (* 1958), britischer Autor
- Taylor, Greg (* 1997), schottischer Fußballspieler

###### Taylor, H
- Taylor, Harriet (* 1994), britische Ruderin
- Taylor, Harry (1862–1930), US-amerikanischer Offizier, Generalmajor der US-Army
- Taylor, Helen (1831–1907), englische Frauenrechtlerin
- Taylor, Helen (1915–1950), US-amerikanische Komponistin, Pianistin und Musikpädagogin
- Taylor, Henry (1800–1886), englischer Dramatiker, Dichter und Verfasser von Essays
- Taylor, Henry (1885–1951), britischer Schwimmer
- Taylor, Henry (1932–2013), englischer Rennfahrer und Geschäftsmann
- Taylor, Henry Milton (1903–1994), bahamaischer Politiker, Generalgouverneur der Bahamas
- Taylor, Herbert (1892–1965), US-amerikanischer Schwimmer und Wasserballspieler
- Taylor, Herbert (1906–1981), US-amerikanischer Eisschnellläufer
- Taylor, Herbert W. (1869–1931), US-amerikanischer Politiker
- Taylor, Herbie (1889–1973), südafrikanischer Cricketspieler
- Taylor, Herman H. (1877–1929), US-amerikanischer Politiker
- Taylor, Holland (* 1943), US-amerikanische SchauspielerinHolland Taylor (* 1943)

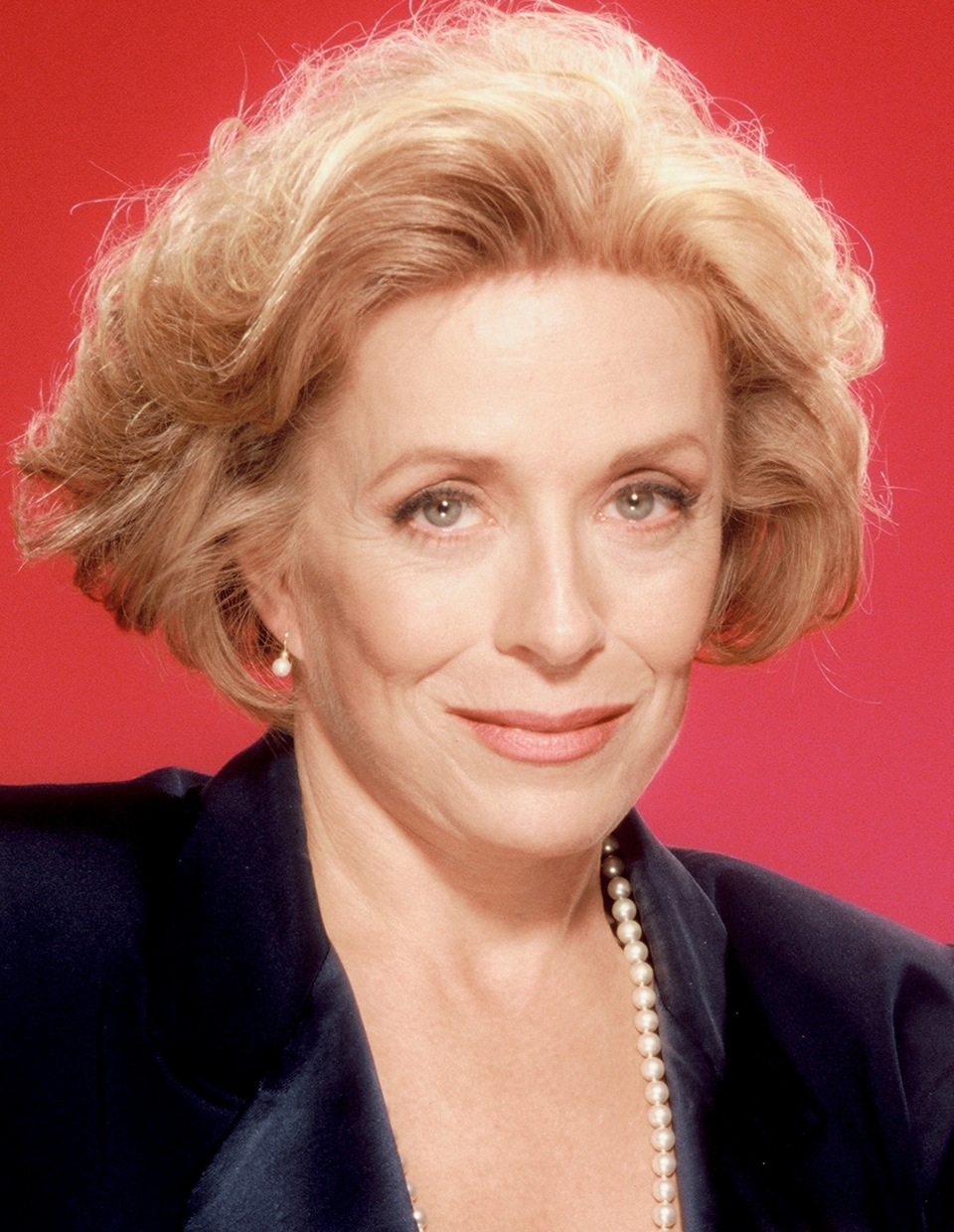
Holland Taylor (* 1943)

- Taylor, Holly (* 1997), kanadische Schauspielerin
- Taylor, Hound Dog (1915–1975), US-amerikanischer Blues-Musiker
- Taylor, Howard (1861–1925), britischer Segler
- Taylor, Hoyt Patrick junior (1924–2018), US-amerikanischer Politiker
- Taylor, Hoyt Patrick senior (1890–1964), US-amerikanischer Politiker
- Taylor, Hudson (1832–1905), britischer methodistischer Missionar in China und Gründer der China-Inland-MissionHudson Taylor (1832–1905)

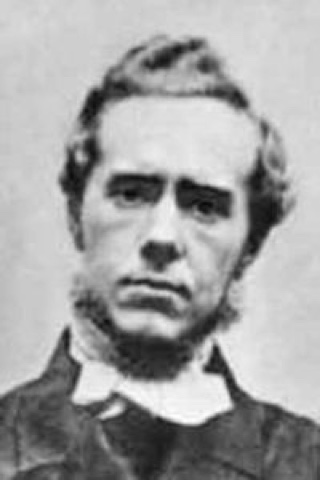
Hudson Taylor (1832–1905)

- Taylor, Hugh P. (1932–2021), US-amerikanischer Geochemiker
- Taylor, Hugh Stott (1890–1974), englischer Chemiker

###### Taylor, I
- Taylor, Ian (* 1954), englischer Hockeyspieler
- Taylor, Ian (* 1968), englischer Fußballspieler
- Taylor, Irving (1919–1991), kanadischer Eishockeyspieler und -trainer
- Taylor, Isaac H. (1840–1936), US-amerikanischer Politiker der Republikanischen Partei
- Taylor, Isis (* 1989), US-amerikanische Pornodarstellerin und Nacktmodel
- Taylor, Ivy (* 1970), US-amerikanische Politikerin, Bürgermeisterin von San Antonio (2014–2017)

###### Taylor, J
- Taylor, J. Alfred (1878–1956), US-amerikanischer Politiker
- Taylor, J. Mary (1931–2019), US-amerikanische Mammalogin
- Taylor, J. Will (1880–1939), US-amerikanischer Politiker
- Taylor, Jack (1931–1955), US-amerikanischer Schwimmer
- Taylor, Jack (* 1936), US-amerikanischer Schauspieler, Drehbuchautor und Bühnenbildner
- Taylor, Jack C. (1922–2016), US-amerikanischer Unternehmer und Multimilliardär
- Taylor, James (* 1948), US-amerikanischer Gitarrist, Sänger, Komponist und TexterJames Taylor (* 1948)

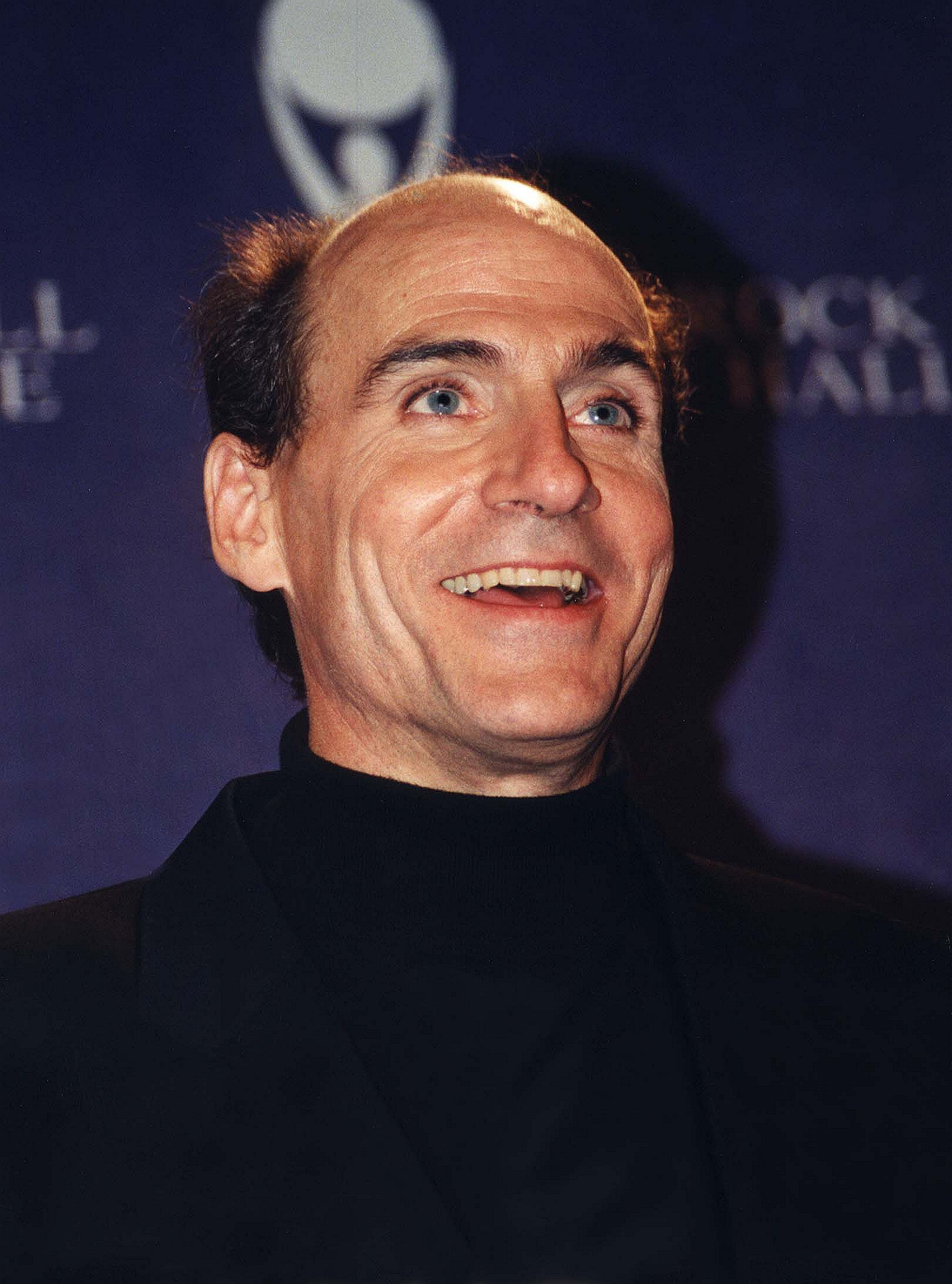
James Taylor (* 1948)

- Taylor, James (* 1990), englischer Cricketspieler
- Taylor, James Arnold (* 1969), US-amerikanischer Schauspieler und Synchronsprecher
- Taylor, James JT (* 1953), US-amerikanischer R&B-Sänger
- Taylor, James junior (1899–1970), US-amerikanischer Geschäftsmann, Leiter der Raven-Brüder
- Taylor, James senior (1870–1953), irisch-amerikanischer Geschäftsmann, Leiter der Raven-Brüder
- Taylor, Jane (1783–1824), britische Dichterin
- Taylor, Janet (1804–1870), britische Astronomin, Navigationslehrerin und Instrumentenmacherin
- Taylor, Jared (* 1951), US-amerikanischer Journalist und Buchautor
- Taylor, Jasmin (* 1966), Unternehmerin und Buchautorin
- Taylor, Jasmin (* 1993), britische Telemarkerin
- Taylor, Jason (* 1985), englischer Fußballspieler
- Taylor, Jason (* 1994), australischer Tennisspieler
- Taylor, Jason deCaires (* 1974), britischer Künstler
- Taylor, Jasper (1894–1964), US-amerikanischer Jazzmusiker (Waschbrett, Woodblock, Schlagzeug, Xylophon)
- Taylor, Jean (* 1944), US-amerikanische Mathematikerin
- Taylor, Jeannine (* 1954), US-amerikanische Theater- und Filmschauspielerin
- Taylor, Jeff (* 1943), neuseeländischer Autor
- Taylor, Jeffery (* 1989), schwedisch-US-amerikanischer Basketballspieler
- Taylor, Jen (* 1973), US-amerikanische Schauspielerin und Synchronsprecherin
- Taylor, Jennifer (* 1972), US-amerikanische Schauspielerin
- Taylor, Jeremy († 1667), Geistlicher der Church of England, Bischof von Down und Connor in Nordirland sowie Vizekanzler der Universität Dublin
- Taylor, Jeremy Ray (* 2003), US-amerikanischer SchauspielerJeremy Ray Taylor (* 2003)

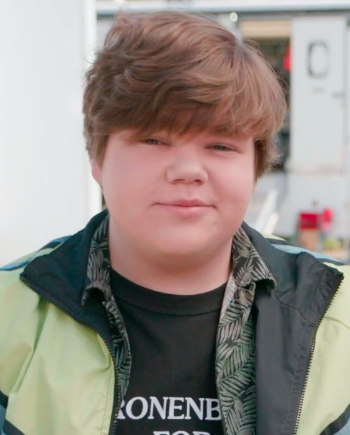
Jeremy Ray Taylor (* 2003)

- Taylor, Jeri (1938–2024), US-amerikanische Drehbuchautorin und Fernsehproduzentin
- Taylor, Jermain (* 1978), US-amerikanischer Boxer
- Taylor, Jermaine (* 1985), jamaikanischer Fußballspieler
- Taylor, Jessica (* 1988), britische Siebenkämpferin
- Taylor, Jill Bolte (* 1959), US-amerikanische Neurowissenschaftlerin
- Taylor, Jim (1917–2001), englischer Fußballspieler
- Taylor, Jim (1935–2018), US-amerikanischer American-Football-Spieler auf der Position des Runningbacks
- Taylor, Jim (* 1963), US-amerikanischer Drehbuchautor, Filmproduzent und Filmregisseur
- Taylor, Joan (1929–2012), US-amerikanische Schauspielerin, Fernsehproduzentin und Drehbuchautorin
- Taylor, Joanna (* 1978), britische Schauspielerin und Model
- Taylor, Joanne Shaw (* 1985), britische Bluesrock-Gitarristin und Singer-SongwriterinJoanne Shaw Taylor (* 1985)

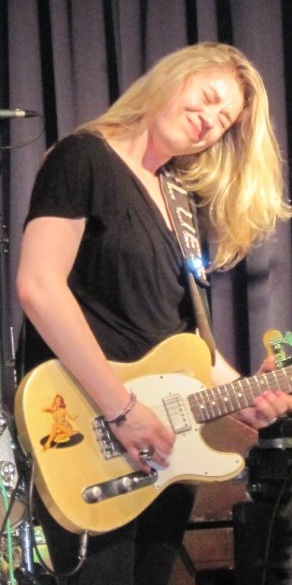
Joanne Shaw Taylor (* 1985)

- Taylor, Jock (1924–2002), britischer Diplomat
- Taylor, Jock (1954–1982), britischer Motorradrennfahrer
- Taylor, Jodi, britische Schriftstellerin
- Taylor, Jodie (* 1986), englische Fußballspielerin
- Taylor, Joe (1850–1888), schottischer Fußballspieler
- Taylor, John, britischer Pirat
- Taylor, John (1578–1653), englischer Dichter
- Taylor, John (1703–1770), englischer Okulist und medizinischer Scharlatan
- Taylor, John (1770–1832), US-amerikanischer Politiker und Gouverneur des Bundesstaates South Carolina
- Taylor, John (1808–1887), englischer Laienprediger und der dritte Prophet der Kirche Jesu Christi der Heiligen der Letzten Tage
- Taylor, John, US-amerikanischer Politiker
- Taylor, John (1833–1912), englischer Architekt
- Taylor, John (1882–1908), US-amerikanischer Sprinter
- Taylor, John (1884–1913), britischer Schwimmer
- Taylor, John (1914–1992), britischer Filmproduzent, Filmregisseur und Kameramann
- Taylor, John (1930–2012), englischer Fußballschiedsrichter
- Taylor, John (1933–1966), englischer Formel-1-Rennfahrer
- Taylor, John (1941–2017), britischer Politiker, Unterhausabgeordneter
- Taylor, John (1942–2015), britischer Jazz-Pianist
- Taylor, John (* 1960), britischer MusikerJohn Taylor (* 1960)

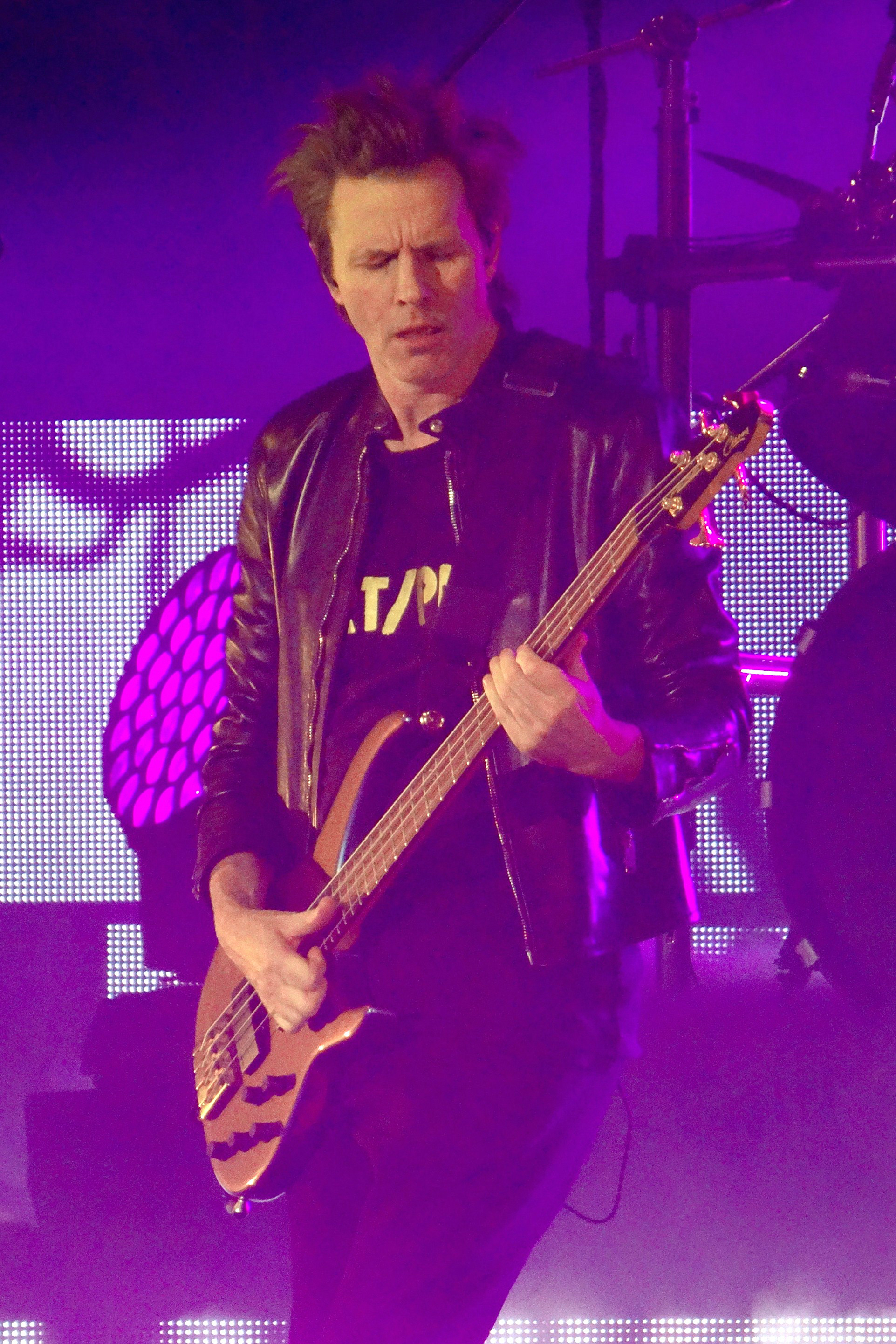
John Taylor (* 1960)

- Taylor, John B. (* 1946), US-amerikanischer Ökonom, Professor für Volkswirtschaft
- Taylor, John Bellamy (1875–1963), US-amerikanischer Ingenieur
- Taylor, John Bernard (1929–2016), britischer Bischof und Theologe
- Taylor, John Bryan (* 1928), britischer Physiker
- Taylor, John C. (1890–1983), US-amerikanischer Politiker
- Taylor, John C. (* 1930), britischer Physiker
- Taylor, John Coard (1901–1946), US-amerikanischer Sprinter und Hürdenläufer
- Taylor, John E. (1924–2019), US-amerikanischer Offizier, Generalmajor der US Air Force
- Taylor, John Edward (1914–1976), US-amerikanischer Geistlicher, Bischof von Stockholm
- Taylor, John Gerald (1931–2012), britischer Physiker und Autor
- Taylor, John Henry (1871–1963), englischer Golfspieler
- Taylor, John J. (1808–1892), US-amerikanischer Jurist und Politiker
- Taylor, John L. (1805–1870), US-amerikanischer Politiker
- Taylor, John May (1838–1911), US-amerikanischer Politiker
- Taylor, John P. (1904–1980), britischer Schwimmer und Wasserballspieler
- Taylor, John Robert (* 1939), britischer Physiker
- Taylor, John Vernon (1914–2001), englischer Theologe und Bischof von Winchester
- Taylor, John W. (1784–1854), amerikanischer Politiker, Sprecher des Repräsentantenhauses
- Taylor, John Wilkinson (1906–2001), US-amerikanischer Lehrer, Generaldirektor der UNESCO
- Taylor, John, Baron Ingrow (1917–2002), britischer Politiker
- Taylor, John, Baron Kilclooney (* 1937), britischer Politiker (UUP), Mitglied des House of Commons, MdEP
- Taylor, John, Baron Taylor of Holbeach (* 1943), britischer Politiker (Conservative Party)
- Taylor, John, Baron Taylor of Warwick (* 1952), britischer Politiker (Conservative Party)
- Taylor, Johnnie (1934–2000), US-amerikanischer Soul- und R&B-Sänger
- Taylor, Jon, Tontechniker
- Taylor, Jonathan (1796–1848), US-amerikanischer Politiker
- Taylor, Jonathan (* 1999), US-amerikanischer Footballspieler
- Taylor, Jordan (* 1991), US-amerikanischer Autorennfahrer
- Taylor, Joseph D. (1830–1899), US-amerikanischer Politiker (Republikanische Partei)
- Taylor, Joseph Hooton Jr. (* 1941), US-amerikanischer Astrophysiker und Nobelpreisträger
- Taylor, Joseph L. (1941–2016), US-amerikanischer Mathematiker
- Taylor, Josh (* 1991), schottischer Boxer
- Taylor, Joyce (1937–2024), US-amerikanische Schauspielerin
- Taylor, Judah (* 1998), Sprinter aus Trinidad und Tobago
- Taylor, Juel, US-amerikanischer Drehbuchautor und Filmregisseur
- Taylor, Julia (* 1978), ungarische PornodarstellerinJulia Taylor (* 1978)

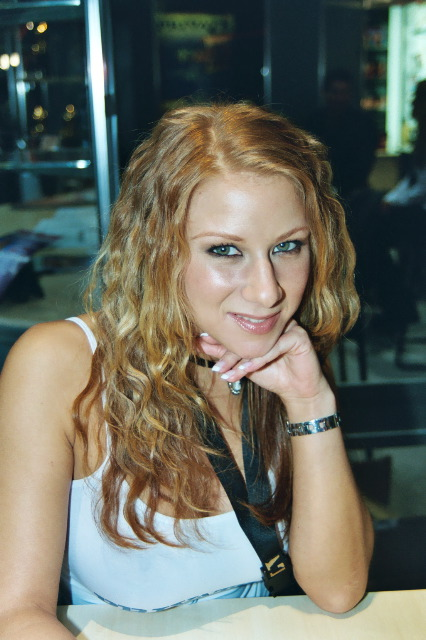
Julia Taylor (* 1978)

- Taylor, Juliet, US-amerikanische Casting-Direktorin

###### Taylor, K
- Taylor, Kai (* 2003), australischer Schwimmer
- Taylor, Kate (* 2003), neuseeländische Fußballspielerin
- Taylor, Katie (* 1986), irische Boxerin und Fußballspielerin
- Taylor, Katrin (* 1981), deutsche Musicaldarstellerin
- Taylor, Katy (* 1989), US-amerikanische Eiskunstläuferin
- Taylor, Keith (1953–2022), britischer Politiker, (MdEP)
- Taylor, Keith Weller (* 1946), US-amerikanischer Historiker mit dem Schwerpunkt Vietnam
- Taylor, Kellyn (* 1986), US-amerikanische Leichtathletin
- Taylor, Ken (* 1952), deutscher Bassist
- Taylor, Ken (1954–2019), US-amerikanischer Philosoph
- Taylor, Kenneth (* 2002), niederländischer Fußballspieler
- Taylor, Kenneth Douglas (1934–2015), kanadischer Diplomat und Botschafter
- Taylor, Kent (1906–1987), US-amerikanischer Schauspieler
- Taylor, Kenzie (* 1990), amerikanische Pornodarstellerin und Erotikmodel
- Taylor, Kingsize (1939–2023), britischer Rock-Musiker
- Taylor, Koko (1928–2009), US-amerikanische Blues-Sängerin
- Taylor, Kressmann (1903–1996), US-amerikanische Schriftstellerin

###### Taylor, L
- Taylor, Laini (* 1971), US-amerikanische Autorin
- Taylor, Larry (1918–2003), britischer Schauspieler und Stuntman
- Taylor, Larry (1942–2019), US-amerikanischer Bassist
- Taylor, Lauren (* 1998), US-amerikanische Schauspielerin und Sängerin
- Taylor, Lauren-Marie (* 1961), US-amerikanische Film- und Fernsehschauspielerin
- Taylor, Laurie (* 1996), britischer Skirennläufer
- Taylor, Lawrence (* 1959), US-amerikanischer American-Football-SpielerLawrence Taylor (* 1959)

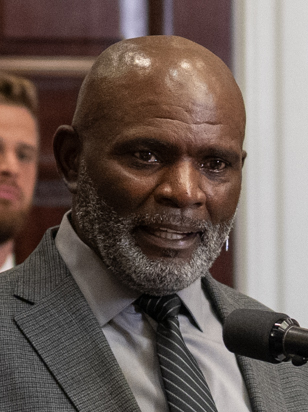
Lawrence Taylor (* 1959)

- Taylor, Leon (* 1977), britischer Wasserspringer
- Taylor, Leon (* 1983), deutscher Popsänger
- Taylor, Leon R. (1883–1924), US-amerikanischer Politiker
- Taylor, Leonie (1870–1936), US-amerikanische Bogenschützin
- Taylor, Lewis, britischer Soul- und Funkinterpret und Multiinstrumentalist
- Taylor, Lili (* 1967), US-amerikanische SchauspielerinLili Taylor (* 1967)

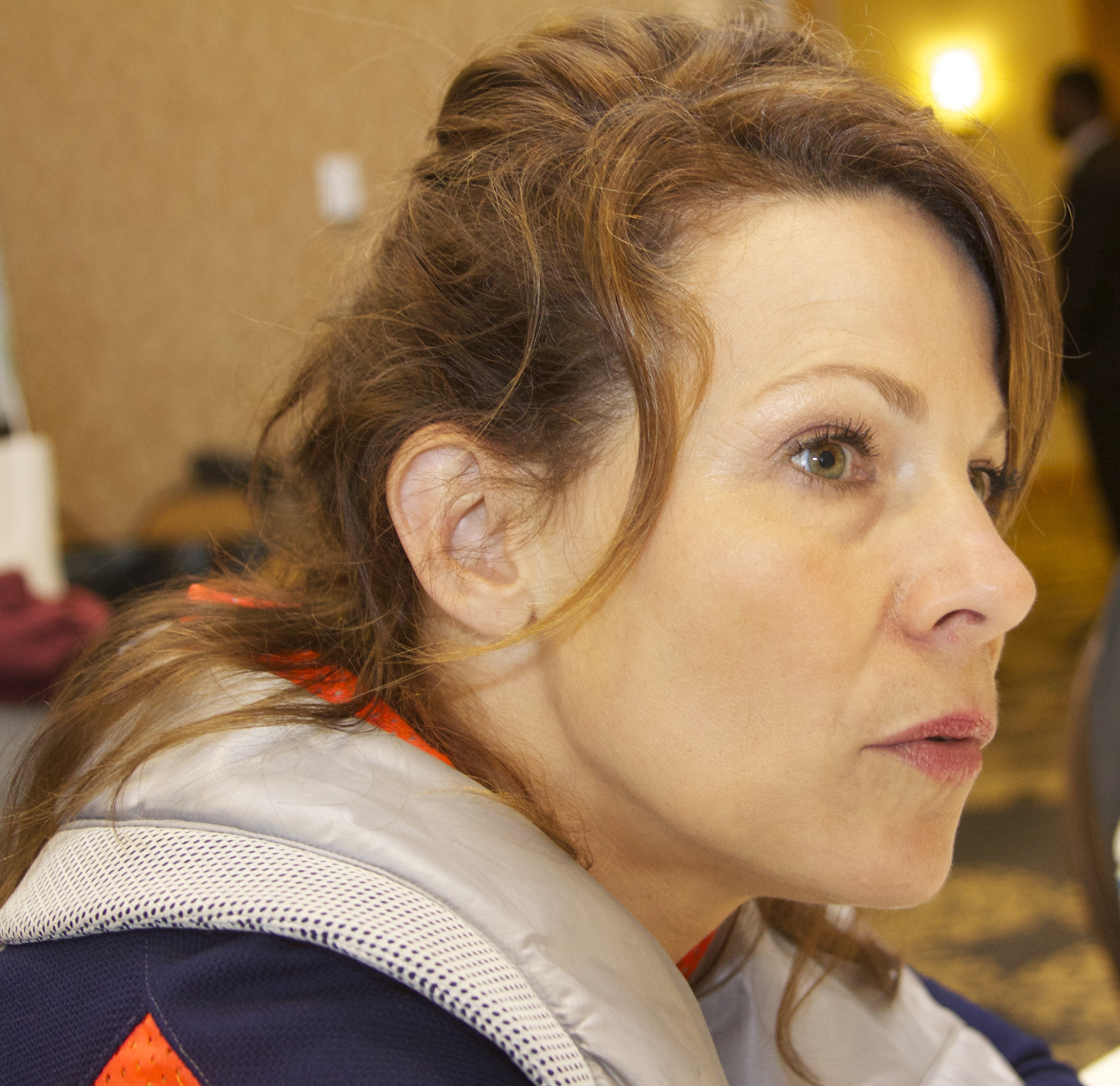
Lili Taylor (* 1967)

- Taylor, Lily (* 1996), englische Squashspielerin
- Taylor, Lily (* 2006), australische Tennisspielerin
- Taylor, Lily Ross (1886–1969), US-amerikanische Altphilogin und Althistorikerin
- Taylor, Lindsay (* 1989), US-amerikanische Fußballspielerin
- Taylor, Little Johnny (1943–2002), US-amerikanischer Blues- und Soul-Sänger
- Taylor, Louis Denison (1857–1946), kanadischer Journalist, Verleger und Politiker, Bürgermeister von Vancouver
- Taylor, Lucy Hobbs (1833–1910), US-amerikanische Zahnärztin
- Taylor, Lyle (* 1990), englischer Fußballspieler

###### Taylor, M
- Taylor, Mabel (1879–1967), US-amerikanische Bogenschützin
- Taylor, MacDonald (* 1957), US-amerikanischer Fußballspieler (Amerikanische Jungferninseln)
- Taylor, Maddie (* 1966), US-amerikanische Synchronsprecherin
- Taylor, Maik (* 1971), nordirischer Fußballspieler
- Taylor, Major (1878–1932), US-amerikanischer Radsportler
- Taylor, Marcus (* 1981), US-amerikanischer Basketballspieler
- Taylor, Margaret (1788–1852), US-amerikanische First Lady (1849–1850)
- Taylor, Margaret (* 1912), kanadische Badmintonspielerin
- Taylor, Maria (* 1976), US-amerikanische Sängerin, Songwriterin und Multi-Instrumentalistin
- Taylor, Marie (1911–1990), US-amerikanische Botanikerin und Hochschullehrerin
- Taylor, Mark (* 1958), kanadischer Eishockeyspieler
- Taylor, Mark (* 1960), britischer Schwimmer
- Taylor, Mark (* 1961), US-amerikanischer Jazzmusiker
- Taylor, Mark (* 1966), britischer Tontechniker
- Taylor, Mark F. (* 1957), US-amerikanischer Politiker
- Taylor, Martin (* 1956), britischer Jazzmusiker
- Taylor, Martin (* 1979), englischer Fußballspieler
- Taylor, Martin J. (* 1952), britischer Mathematiker
- Taylor, Mary (1817–1893), englisch-britische Geschäftsfrau und Frauenrechtlerin
- Taylor, Mary (* 1966), US-amerikanische Politikerin
- Taylor, Matthew (* 1964), britischer Komponist und Dirigent
- Taylor, Matthew (* 1981), US-amerikanischer Fußballspieler
- Taylor, Matthew (* 1981), englischer Fußballspieler und -trainer
- Taylor, Matthew, Baron Taylor of Goss Moor (* 1963), britischer Politiker (Liberal Party, Liberal Democrats), Mitglied des House of Commons
- Taylor, Maurice (1926–2023), britischer römisch-katholischer Geistlicher, Bischof von Galloway
- Taylor, Maurice (* 1976), US-amerikanischer Basketballspieler
- Taylor, Maxwell D. (1901–1987), US-amerikanischer General und DiplomatMaxwell D. Taylor (1901–1987)

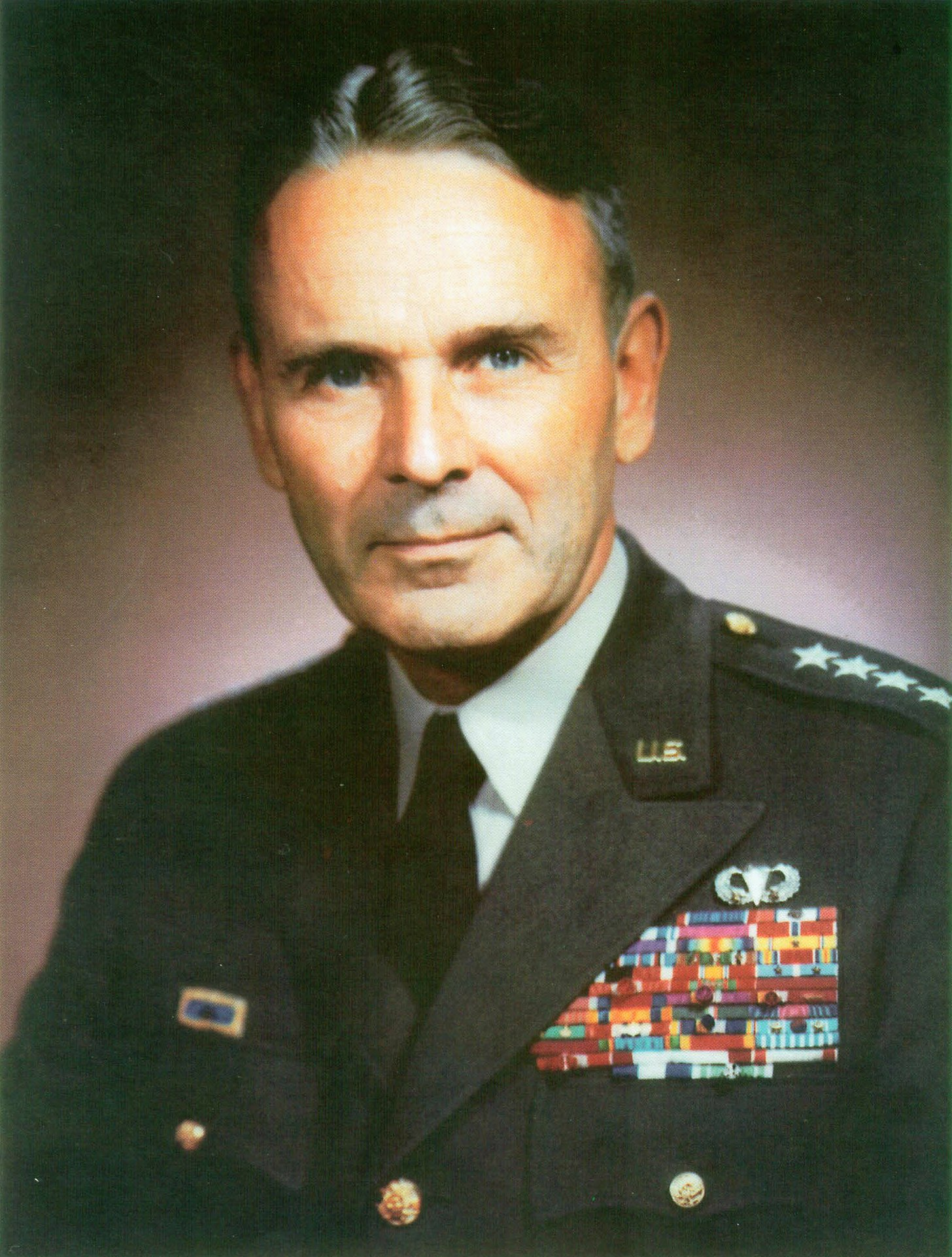
Maxwell D. Taylor (1901–1987)

- Taylor, Megan (1920–1993), britische Eiskunstläuferin
- Taylor, Meldrick (* 1966), US-amerikanischer Boxer
- Taylor, Melvin (* 1959), amerikanischer Gitarrist
- Taylor, Mensah (* 1980), US-amerikanischer Basketballspieler
- Taylor, Mervyn (1931–2021), irischer Politiker (Irish Labour Party)
- Taylor, Meshach (1947–2014), US-amerikanischer Schauspieler
- Taylor, Michael (1934–2017), britischer Rennfahrer
- Taylor, Michael E. (* 1946), US-amerikanischer Mathematiker
- Taylor, Michael R. (* 1949), US-amerikanischer Verwaltungsjurist
- Taylor, Mick (* 1949), britischer GitarristMick Taylor (* 1949)

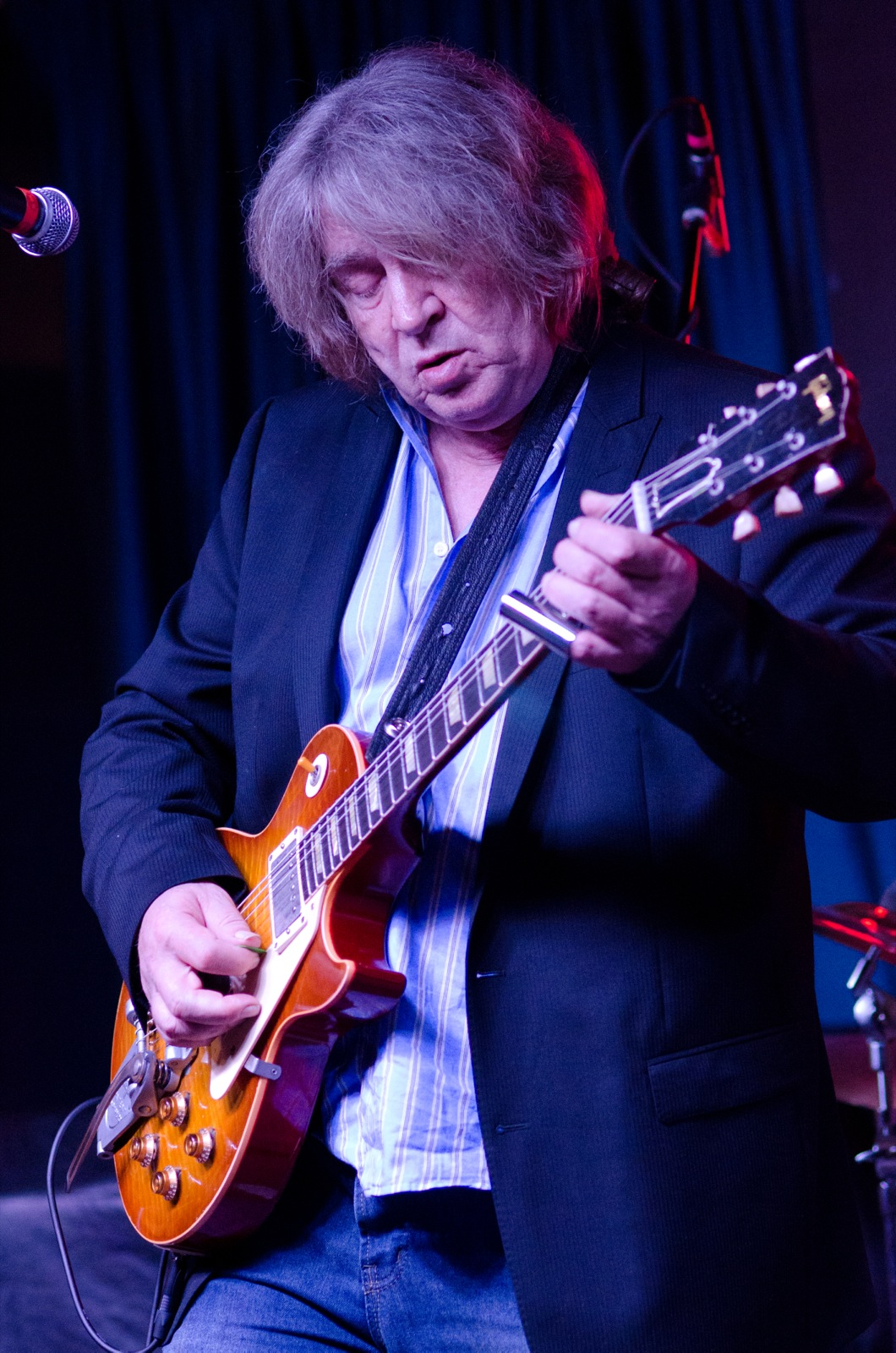
Mick Taylor (* 1949)

- Taylor, Mike (1938–1969), britischer Jazzmusiker
- Taylor, Mike (* 1972), US-amerikanischer Basketballtrainer
- Taylor, Mike (* 1986), amerikanischer Basketballspieler
- Taylor, Mildred D. (* 1943), US-amerikanische Autorin
- Taylor, Miles (1805–1873), US-amerikanischer Politiker
- Taylor, Molly (* 1988), australische Rallyefahrerin
- Taylor, Montana (1903–1954), US-amerikanischer Blues-Musiker
- Taylor, Morgan (1903–1975), US-amerikanischer Leichtathlet
- Taylor, Moulton (1912–1995), US-amerikanischer Flugzeugingenieur
- Taylor, Mya (* 1991), US-amerikanische Schauspielerin und Sängerin
- Taylor, Myra (1917–2011), US-amerikanische Jazzsängerin, Songwriterin und Schauspielerin
- Taylor, Myron Charles (1874–1959), US-amerikanischer Unternehmer und Diplomat

###### Taylor, N
- Taylor, Nathaniel Green (1819–1887), US-amerikanischer Politiker
- Taylor, Neil (* 1989), walisischer Fußballspieler
- Taylor, Nelson (1821–1894), US-amerikanischer Offizier, Jurist und Politiker
- Taylor, Nick (* 1971), englischer Squashspieler
- Taylor, Nick (* 1979), US-amerikanischer Rollstuhltennisspieler
- Taylor, Nigel Paul (* 1956), britischer Botaniker
- Taylor, Nikki (* 1995), US-amerikanische Volleyballspielerin
- Taylor, Noah (* 1969), australischer SchauspielerNoah Taylor (* 1969)

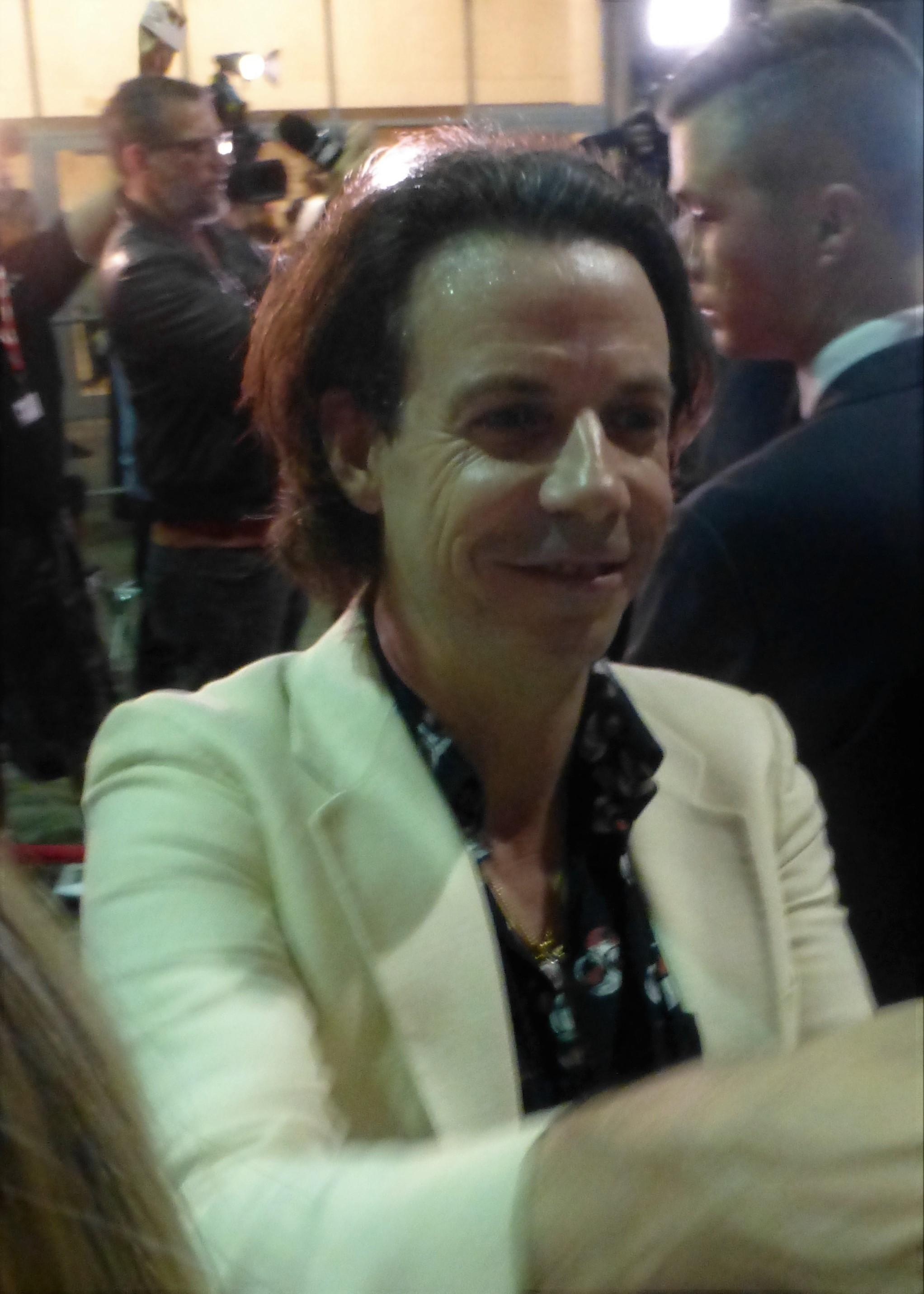
Noah Taylor (* 1969)

- Taylor, Norman (1899–1980), kanadischer Ruderer

###### Taylor, O
- Taylor, Oliver (* 1938), australischer Boxer
- Taylor, Orville (* 1970), jamaikanischer Sprinter
- Taylor, Otis (* 1948), US-amerikanischer Blues-Musiker
- Taylor, Owain (* 1996), walisischer Squashspieler

###### Taylor, P
- Taylor, Palmer (* 1992), kanadische Snowboarderin
- Taylor, Paul (1930–2018), US-amerikanischer Choreograph
- Taylor, Paul (* 1958), australischer Geschichtenerzähler, Didgeridoo-Spieler und Musiker
- Taylor, Paul (* 1963), britischer Kunsthistoriker
- Taylor, Paul (* 1986), britischer Stand-Up-Comedian
- Taylor, Paul Schuster (1895–1984), US-amerikanischer Sozialwissenschaftler
- Taylor, Paula (* 1983), britisch-thailändische Schauspielerin, Fotomodell
- Taylor, Penina, Leiterin des Shomrei Emet-Instituts und Gründerin der Torah Life Strategies
- Taylor, Penny (* 1981), australische BasketballspielerinPenny Taylor (* 1981)

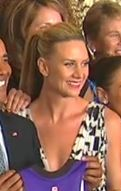
Penny Taylor (* 1981)

- Taylor, Peter (1917–1994), US-amerikanischer Schriftsteller
- Taylor, Peter (1922–1997), britischer Filmeditor, Oscarpreisträger
- Taylor, Peter (1926–2011), britischer Botaniker
- Taylor, Peter (1928–1990), englischer Fußballspieler und -trainer
- Taylor, Peter (* 1984), neuseeländischer Ruderer
- Taylor, Peter John (* 1963), südafrikanischer Mammaloge simbabwischer Herkunft
- Taylor, Peter Murray (1930–1997), britischer Richter, Lord Chief Justice of England and Wales (1992–1996)
- Taylor, Phil (1917–2012), englischer Fußballspieler und -trainer
- Taylor, Phil (1954–2015), britischer Musiker
- Taylor, Phil (* 1960), englischer DartspielerPhil Taylor (* 1960)

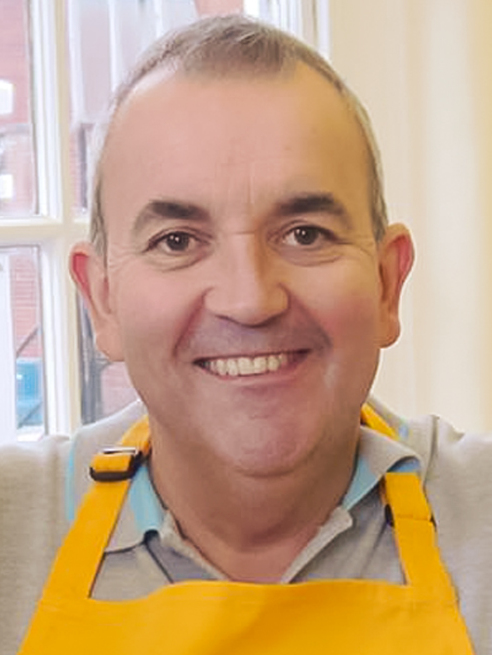
Phil Taylor (* 1960)

- Taylor, Philip (1786–1870), englischer Ingenieur und Unternehmer
- Taylor, Philip (* 1985), britischer Sprinter
- Taylor, Phoebe Atwood (1909–1976), US-amerikanische Krimischriftstellerin
- Taylor, Pip (* 1980), australische Triathletin

###### Taylor, Q
- Taylor, Quincy (* 1963), US-amerikanischer Boxer

###### Taylor, R
- Taylor, R. Dean (1939–2022), kanadischer Sänger, Songschreiber und Produzent
- Taylor, Rachael (* 1976), australische Ruderin
- Taylor, Rachael (* 1984), australische Schauspielerin und Model
- Taylor, Raynor (1747–1825), englischer Komponist, Organist und Musikpädagoge
- Taylor, Rebecca (* 1975), britische Politikerin (Liberal Democrats), MdEP
- Taylor, Recy (1919–2017), US-amerikanische Bürgerrechtlerin
- Taylor, Reese H. Jr. (1928–2010), amerikanischer Anwalt und Regierungsbediensteter
- Taylor, Regina (* 1960), US-amerikanische Schauspielerin
- Taylor, Reid, US-amerikanischer Jazzmusiker (Bass)
- Taylor, Renée (* 1933), US-amerikanische Schauspielerin und Autorin
- Taylor, Rhys (* 1990), walisischer Fußballtorhüter
- Taylor, Richard (1819–1904), britischer General
- Taylor, Richard (1826–1879), US-amerikanischer Politiker und Südstaaten-General im amerikanischen Bürgerkrieg
- Taylor, Richard (1934–2024), britischer Arzt und Politiker, Mitglied des House of Commons
- Taylor, Richard (* 1962), britischer Mathematiker
- Taylor, Richard (* 1965), neuseeländischer Maskenbildner und Spezialeffektkünstler
- Taylor, Richard (* 2000), englischer Fußballspieler
- Taylor, Richard C. (* 1950), US-amerikanischer Philosophiehistoriker
- Taylor, Richard Edward (1929–2018), kanadischer Physiker
- Taylor, Ricky (* 1989), US-amerikanischer Autorennfahrer
- Taylor, Rip (1931–2019), US-amerikanischer Schauspieler und Entertainer
- Taylor, Robert (1763–1845), US-amerikanischer Politiker
- Taylor, Robert (1911–1969), US-amerikanischer FilmschauspielerRobert Taylor (1911–1969)

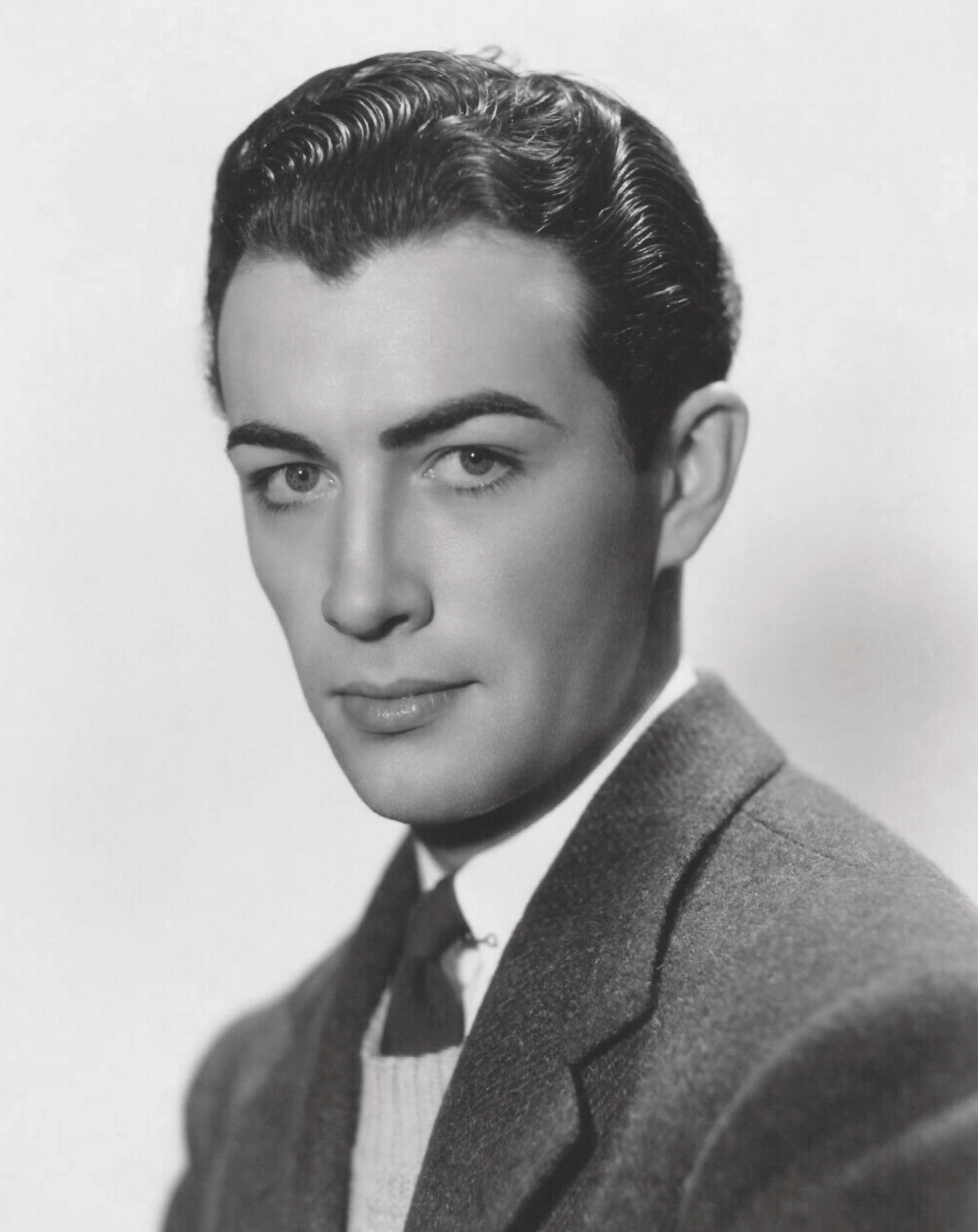
Robert Taylor (1911–1969)

- Taylor, Robert (1948–2007), US-amerikanischer Sprinter und Olympiasieger
- Taylor, Robert (* 1953), US-amerikanischer Sprinter
- Taylor, Robert (* 1963), australischer Schauspieler
- Taylor, Robert (* 1994), finnischer Fußballspieler
- Taylor, Robert Lewis (1912–1998), US-amerikanischer Schriftsteller
- Taylor, Robert Love (1850–1912), US-amerikanischer Politiker
- Taylor, Robert Robinson (1868–1942), amerikanischer Architekt
- Taylor, Robert W. (1932–2017), US-amerikanischer Informatiker
- Taylor, Roberta (1948–2024), britische Schauspielerin
- Taylor, Robin Lord (* 1978), US-amerikanischer Schauspieler
- Taylor, Rocky (* 1945), britischer Stuntman und Schauspieler
- Taylor, Rod (1930–2015), australischer Schauspieler
- Taylor, Roger (1938–2023), britischer Fantasy-Autor
- Taylor, Roger (* 1941), britischer Tennisspieler
- Taylor, Roger (* 1949), britischer Schlagzeuger der Rockgruppe QueenRoger Taylor (* 1949)

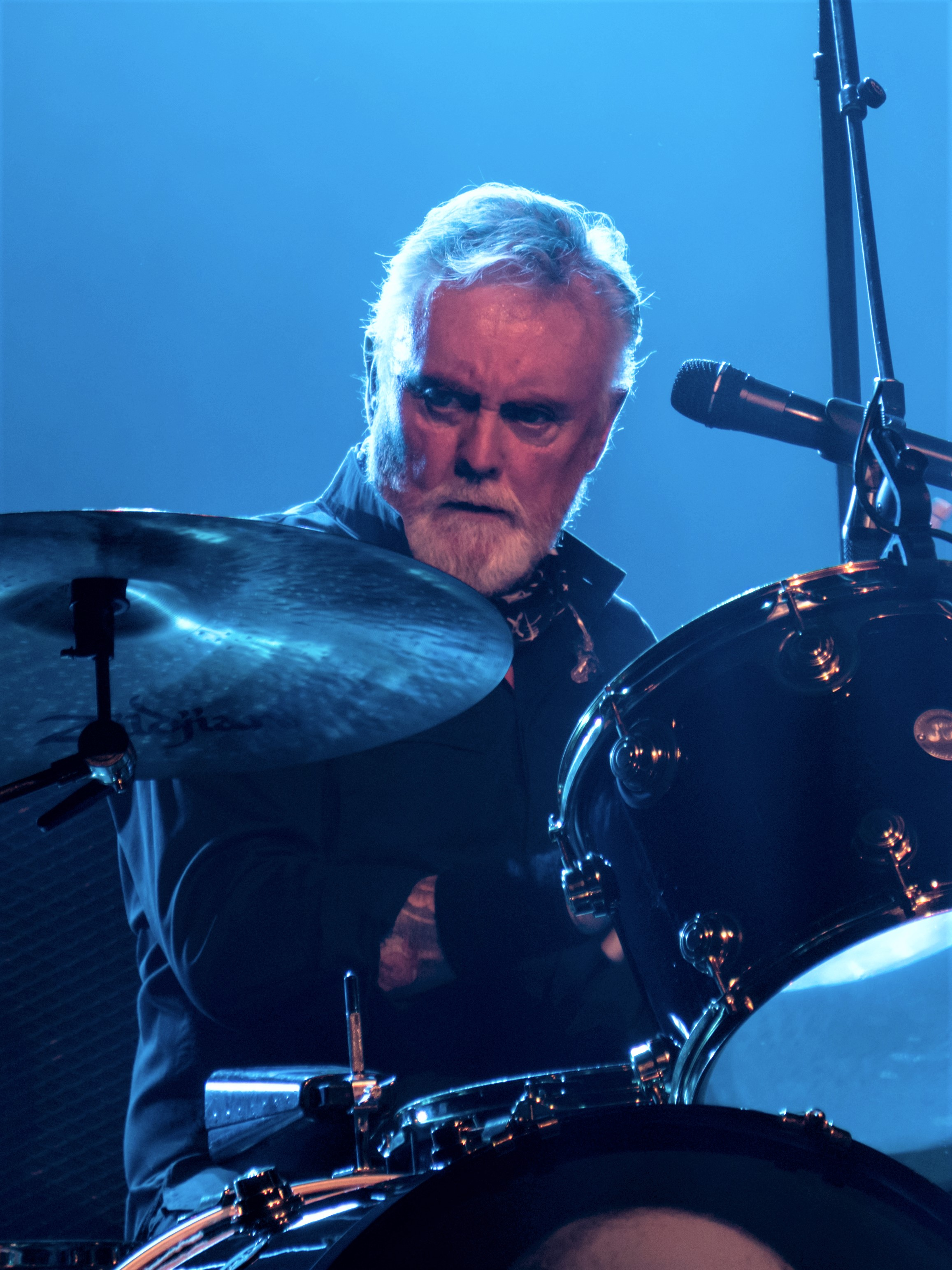
Roger Taylor (* 1949)

- Taylor, Roger (* 1960), britischer Schlagzeuger der Popgruppe Duran DuranRoger Taylor (* 1960)

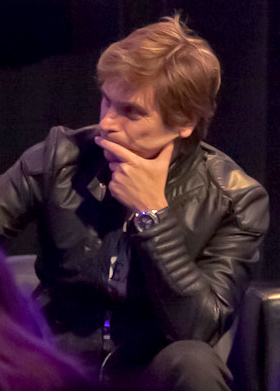
Roger Taylor (* 1960)

- Taylor, Ron (1952–2002), US-amerikanischer Schauspieler und Sänger
- Taylor, Ronnie (1924–2018), britischer Kameramann
- Taylor, Ross (1902–1984), kanadischer Eishockeyspieler
- Taylor, Ross (* 1984), neuseeländischer Cricketspieler
- Taylor, Roy A. (1910–1995), US-amerikanischer Politiker
- Taylor, Rufus (* 1991), britischer Schlagzeuger
- Taylor, Russi (1944–2019), US-amerikanische Synchronsprecherin
- Taylor, Ryan (* 1984), englischer Fußballspieler

###### Taylor, S
- Taylor, Sam (1895–1958), US-amerikanischer Filmregisseur, Drehbuchautor und Produzent
- Taylor, Sam (1916–1990), US-amerikanischer Jazz- und R&B-Musiker (Tenor- und Baritonsaxophon, Klarinette)
- Taylor, Sammy (1893–1973), englischer Fußballspieler
- Taylor, Samuel A. (1912–2000), US-amerikanischer Schriftsteller
- Taylor, Samuel M. (1852–1921), US-amerikanischer Politiker
- Taylor, Samuel McIntire (1856–1916), US-amerikanischer Jurist und Politiker
- Taylor, Sandra (* 1966), US-amerikanische Schauspielerin und Model
- Taylor, Sarah Knox (1814–1835), erste Ehefrau von Jefferson Davis, dem Präsidenten der Konföderierten Staaten von Amerika (1861–1865)
- Taylor, Sarah Stewart (* 1971), US-amerikanische Journalistin und Schriftstellerin
- Taylor, Scott (* 1979), amerikanischer Politiker (Republikanische Partei)
- Taylor, Sean (1983–2007), US-amerikanischer American-Football-SpielerSean Taylor (1983–2007)

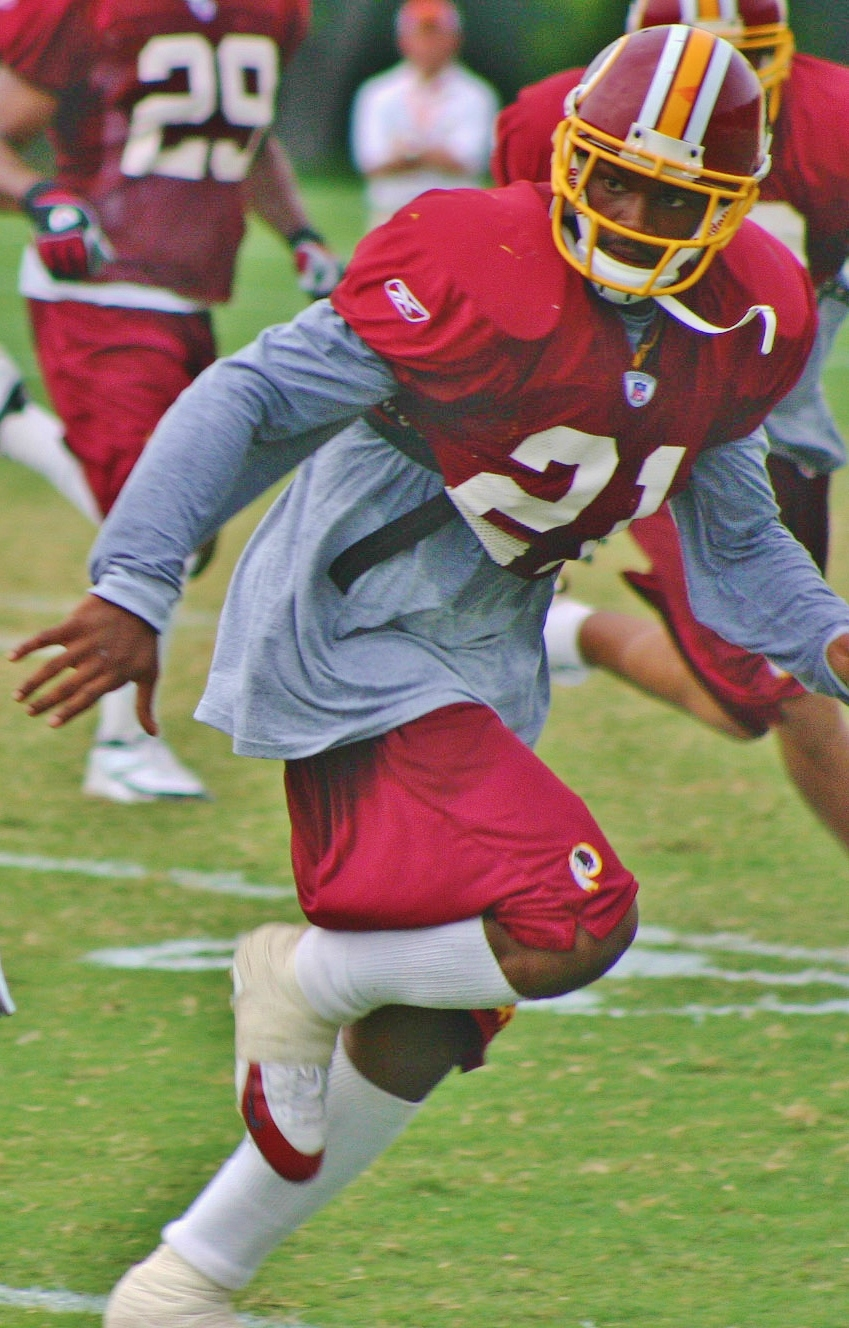
Sean Taylor (1983–2007)

- Taylor, Shane (* 1974), britischer Schauspieler
- Taylor, Sharon (* 1981), kanadische Schauspielerin und Synchronsprecherin
- Taylor, Simon (* 1950), schottischer Schriftsteller
- Taylor, Simon (* 1979), schottischer Rugbyspieler
- Taylor, Stafanie (* 1991), jamaikanische Cricketspielerin
- Taylor, Stan (* 1937), britischer Mittelstreckenläufer
- Taylor, Stephen, US-amerikanischer Schauspieler
- Taylor, Stephen, Baron Taylor (1910–1988), britischer Arzt, Ministerialbeamter, Politiker und Life Peer im House of Lords für die Labour Party
- Taylor, Steven (* 1986), englischer Fußballspieler
- Taylor, Steven (* 1993), US-amerikanischer Cricketspieler
- Taylor, Stuart (* 1980), englischer Fußballspieler
- Taylor, Sunaura (* 1982), US-amerikanische Künstlerin und Aktivistin
- Taylor, Susie (1848–1912), afroamerikanische Krankenschwester, Autorin und Lehrerin
- Taylor, Sydney (1904–1978), US-amerikanische Kinderbuchautorin

###### Taylor, T
- Taylor, Talus (1929–2015), US-amerikanischer Kinderbuchautor und Zeichner
- Taylor, Tamara (* 1970), kanadische SchauspielerinTamara Taylor (* 1970)

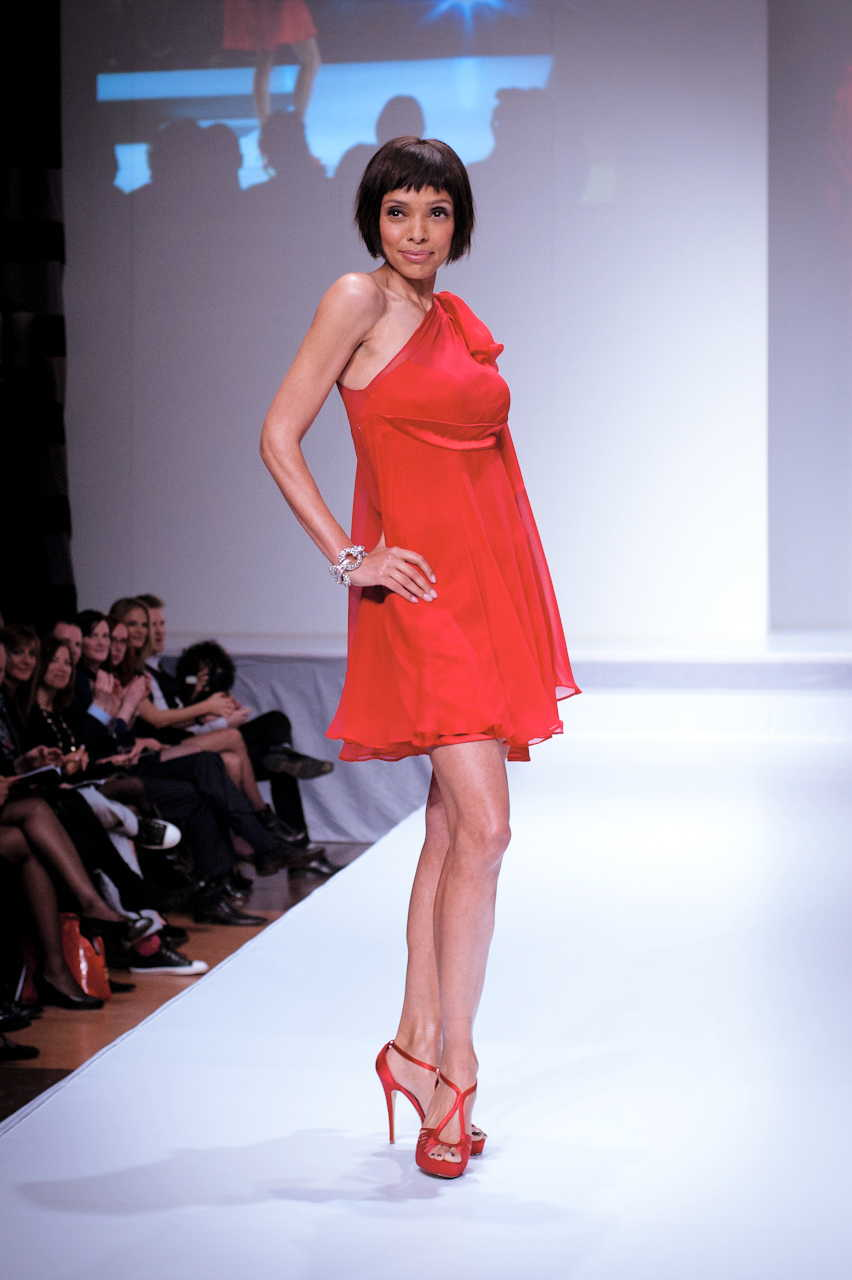
Tamara Taylor (* 1970)

- Taylor, Tate (* 1969), US-amerikanischer Regisseur, Drehbuchautor, Produzent und Schauspieler
- Taylor, Telford (1908–1998), US-amerikanischer Jurist
- Taylor, Teyana (* 1990), US-amerikanische Sängerin, Schauspielerin, Tänzerin, Choreografin und Model
- Taylor, Theodore B. (1925–2004), US-amerikanischer Physiker
- Taylor, Thomas (1758–1835), englischer populärwissenschaftlicher Schriftsteller und Übersetzer
- Taylor, Thomas (1775–1848), irischer Botaniker und Arzt
- Taylor, Thomas (1880–1945), kanadischer Fußballspieler und Olympiasieger
- Taylor, Thomas Griffith (1880–1963), australischer Geologe, Anthropologe und Polarforscher
- Taylor, Thomas, Baron Taylor of Blackburn (1929–2016), britischer Politiker
- Taylor, Thomas, Baron Taylor of Gryfe (1912–2001), schottischer Politiker
- Taylor, Tim, deutscher Rapper
- Taylor, Tim (1942–2013), US-amerikanischer Eishockeyspieler und -trainer
- Taylor, Tim (* 1969), kanadischer Eishockeyspieler und -scout
- Taylor, Timothy (* 1953), US-amerikanischer Schachspieler, Autor und Regisseur
- Taylor, Tom (1817–1880), englischer Dramatiker, Journalist und Biograph
- Taylor, Tom (* 2001), britischer Schauspieler
- Taylor, Tommy (1932–1958), englischer Fußballspieler
- Taylor, Tony (1917–1972), australischer Vulkanologe
- Taylor, Tot, britischer Songwriter, Musiker, Komponist, Musikproduzent, Arrangeur, Autor und Galerist
- Taylor, Trent (* 1994), US-amerikanischer American-Football-Spieler
- Taylor, Trevor (1936–2010), britischer Automobilrennfahrer
- Taylor, Trevor (* 1946), britischer Politikwissenschaftler
- Taylor, Trevor, englischer Tischtennisspieler
- Taylor, Tyrod (* 1989), US-amerikanischer American-Football-Spieler

###### Taylor, V
- Taylor, Valerie (* 1935), australische Taucherin, Fotografin und FilmemacherinValerie Taylor (* 1935)

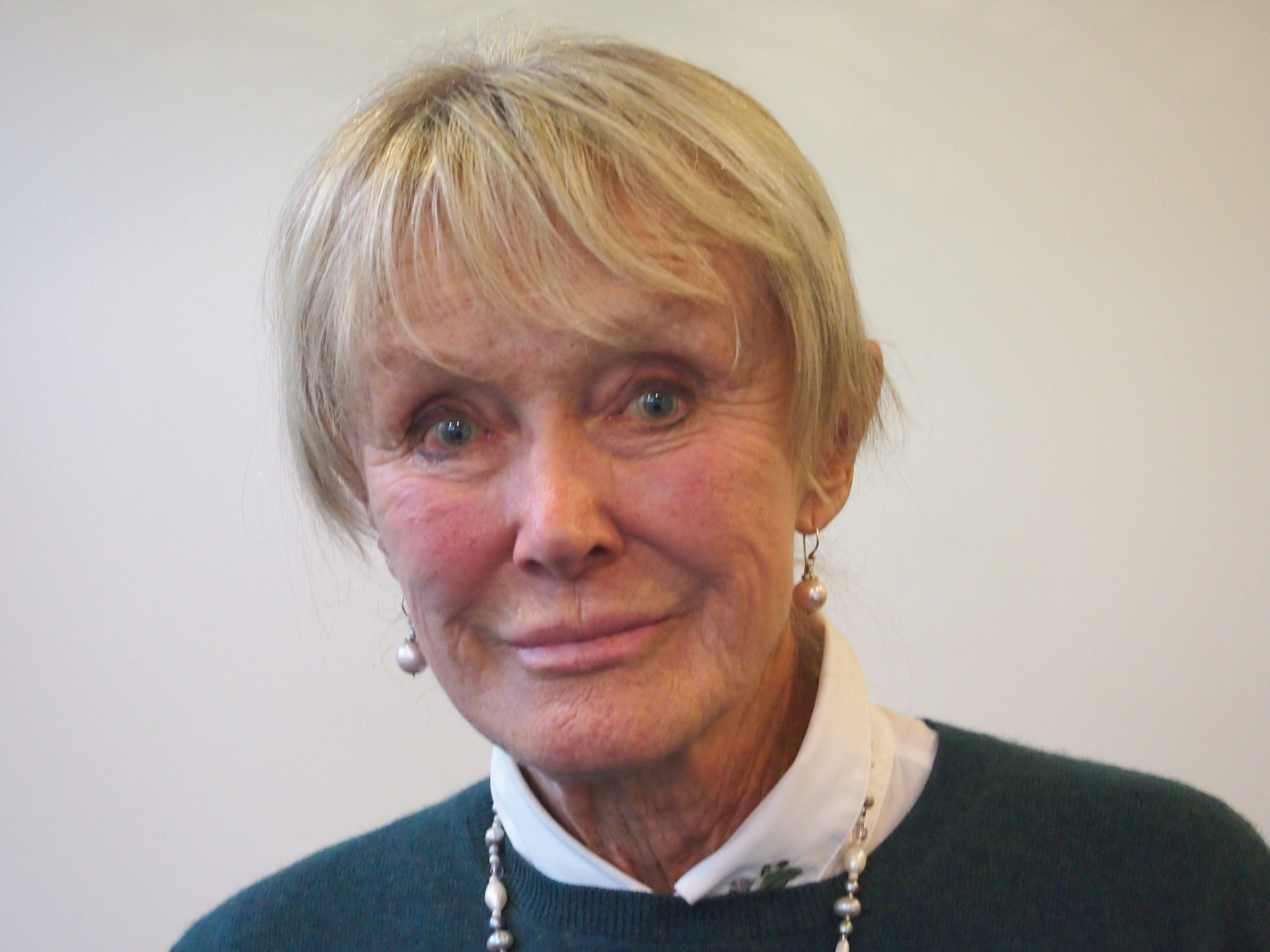
Valerie Taylor (* 1935)

- Taylor, Valerie (* 1963), US-amerikanische Informatikerin und Hochschullehrerin
- Taylor, Van (* 1972), amerikanischer Politiker
- Taylor, Vanessa (* 1970), US-amerikanische Drehbuchautorin und Fernsehproduzentin
- Taylor, Vaughn (1910–1983), US-amerikanischer Schauspieler
- Taylor, Vaughn (* 1976), US-amerikanischer Golfer der PGA TOUR
- Taylor, Vern, kanadischer Eiskunstläufer
- Taylor, Vernon (* 1937), US-amerikanischer Rockabilly-Musiker
- Taylor, Vince (1939–1991), britischer Rock’-n’-Roll-MusikerVince Taylor (1939–1991)

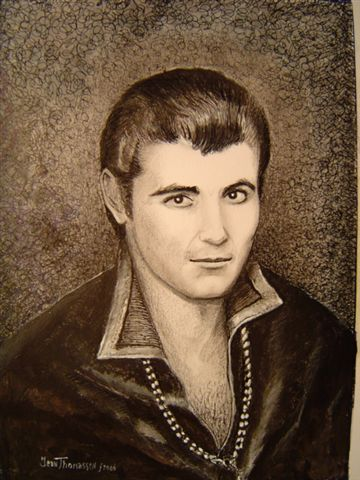
Vince Taylor (1939–1991)

- Taylor, Vincent A. (1845–1922), US-amerikanischer Politiker der Republikanischen Partei

###### Taylor, W
- Taylor, W. Allen (* 1953), US-amerikanischer Schauspieler, Hochschullehrer und Jazzmusiker (Gesang)
- Taylor, Waller († 1826), US-amerikanischer Politiker
- Taylor, Walter P. (1888–1972), US-amerikanischer Biologe, Ökologe, Mammaloge und Politiker
- Taylor, Wayne (* 1956), südafrikanischer Autorennfahrer
- Taylor, William (1765–1836), englischer Schriftsteller, Essayist, Übersetzer und Kritiker
- Taylor, William (1788–1846), US-amerikanischer Politiker
- Taylor, William (1791–1865), US-amerikanischer Arzt und Politiker
- Taylor, William (1952–2022), britischer Boxer
- Taylor, William B. junior (* 1947), US-amerikanischer Diplomat
- Taylor, William D., US-amerikanischer Offizier, Generalmajor der US-Army
- Taylor, William Desmond (1872–1922), irisch-amerikanischer Filmregisseur und Schauspieler
- Taylor, William P. (1791–1863), US-amerikanischer Politiker
- Taylor, William R. (1820–1909), US-amerikanischer Politiker
- Taylor, William Ralph (1919–2004), US-amerikanischer Ichthyologe
- Taylor, William S. (1853–1928), US-amerikanischer Politiker
- Taylor, Willie (1869–1948), schottischer Fußballspieler

###### Taylor, Z
- Taylor, Zac (* 1983), US-amerikanischer American-Football-Spieler und -Trainer
- Taylor, Zachary (1784–1850), US-amerikanischer Politiker, 12. Präsident der Vereinigten Staaten (1849–1850)Zachary Taylor (1784–1850)

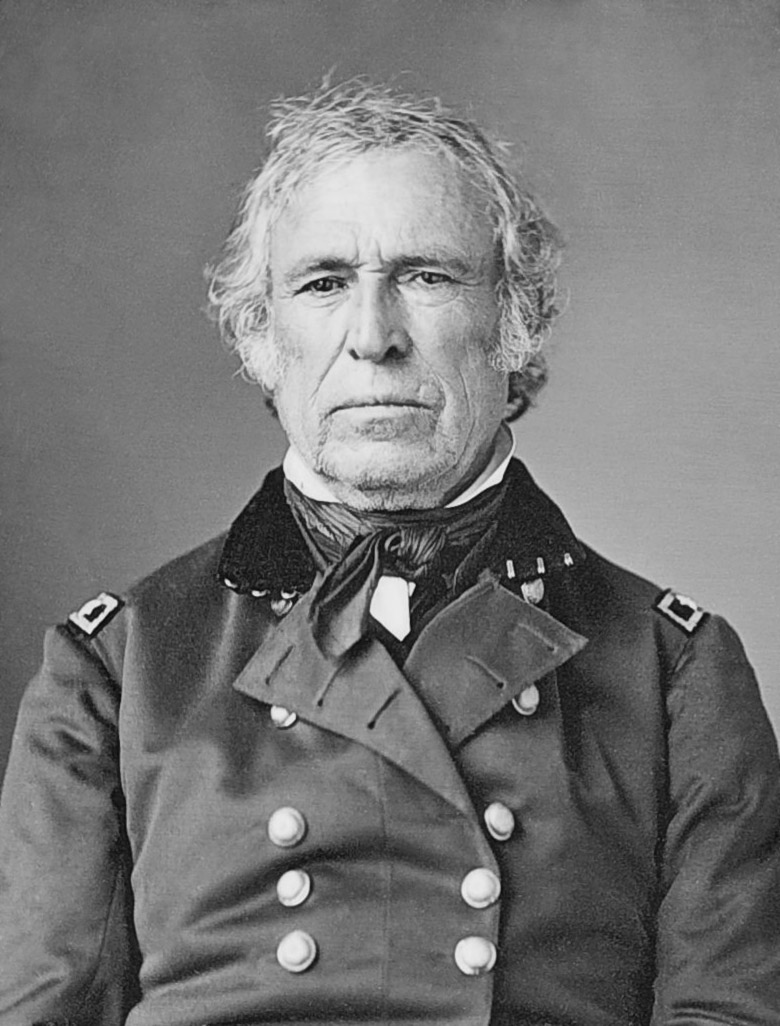
Zachary Taylor (1784–1850)

- Taylor, Zachary (1849–1921), US-amerikanischer Politiker
- Taylor, Zara (* 1983), kanadische Singer-Songwriterin und Schauspielerin
- Taylor, Zoë (* 1995), US-amerikanische Telemarkerin
- Taylor, Zola (1938–2007), US-amerikanische Sängerin

###### Taylor-B
- Taylor-Brown, Georgia (* 1994), britische Triathletin

###### Taylor-C
- Taylor-Compton, Scout (* 1989), US-amerikanische Schauspielerin

###### Taylor-F
- Taylor-Farrell, Easton, montserratischer Politiker
- Taylor-Fletcher, Gary (* 1981), englischer Fußballspieler

###### Taylor-G
- Taylor-Gordon, Hannah (* 1987), britische Filmschauspielerin

###### Taylor-J
- Taylor-Johnson, Aaron (* 1990), britischer SchauspielerAaron Taylor-Johnson (* 1990)

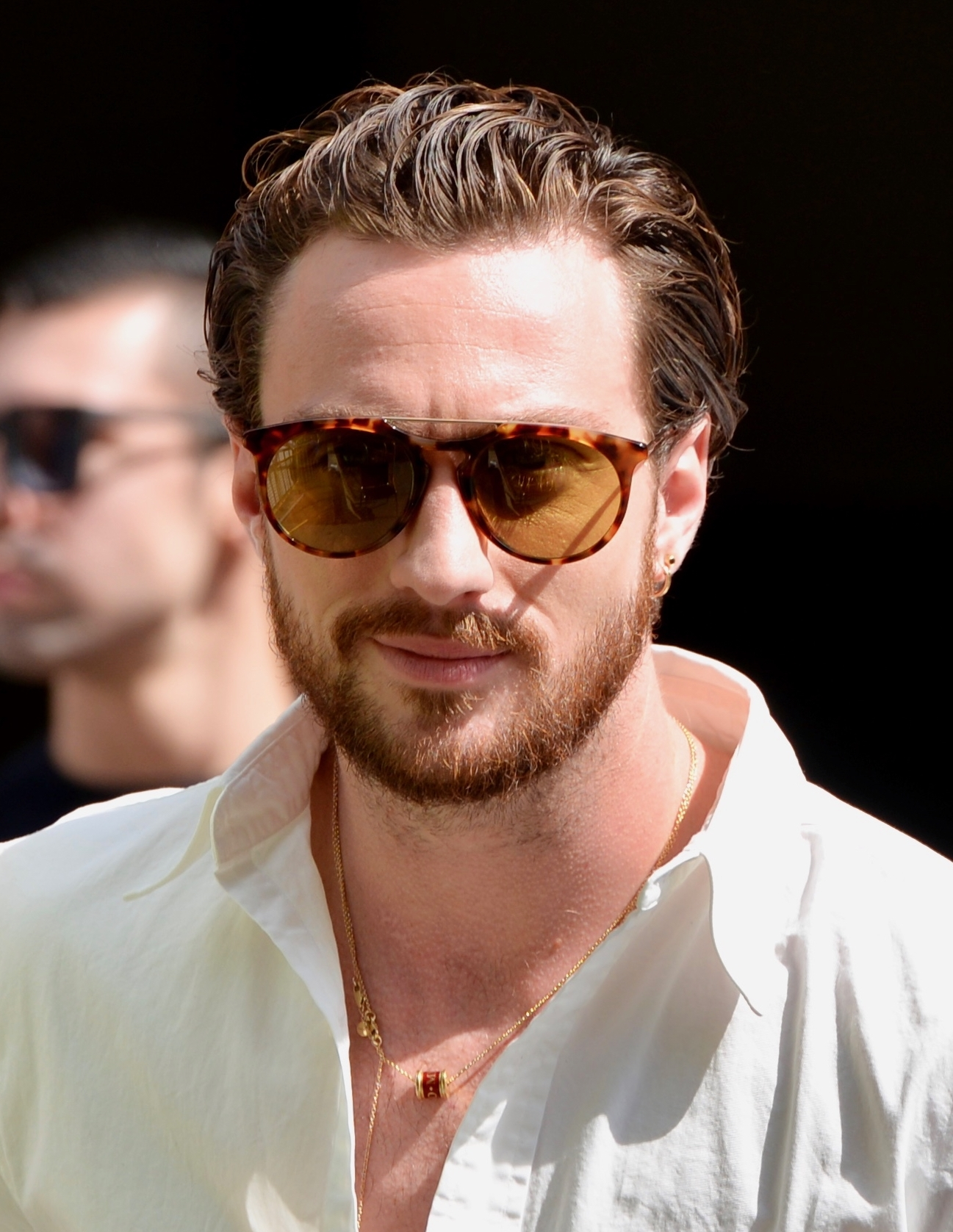
Aaron Taylor-Johnson (* 1990)

- Taylor-Johnson, Sam (* 1967), britische Regisseurin, Fotografin und Künstlerin
- Taylor-Joy, Anya (* 1996), argentinisch-britische Schauspielerin

###### Taylor-K
- Taylor-Klaus, Bex (* 1994), US-amerikanischer Schauspieler/in

###### Taylor-Q
- Taylor-Quinn, Madeleine (* 1951), irische Politikerin (Fine Gael)

###### Taylor-S
- Taylor-Smith, Ralph Emeric Kashope (1924–1986), sierra-leonischer Diplomat

###### Taylor-Y
- Taylor-Young, Leigh (* 1945), US-amerikanische Schauspielerin

##### Taylou
- Taylour Thomson, William (1813–1883), britischer Botschafter
- Taylour, Thomas, 6. Marquess of Headfort (1932–2005), irisch-britischer Peer

### Taym
- Taymans, Cédric (* 1975), belgischer Judoka
- Taymans, Félix (* 1889), belgischer Ruderer
- Taymazov, Artur (* 1979), usbekischer Ringer
- Taymetow, Abdusamat (1909–1981), sowjetischer Pilot der Militär- und Zivilluftfahrt
- Taymor, Julie (* 1952), US-amerikanische RegisseurinJulie Taymor (* 1952)

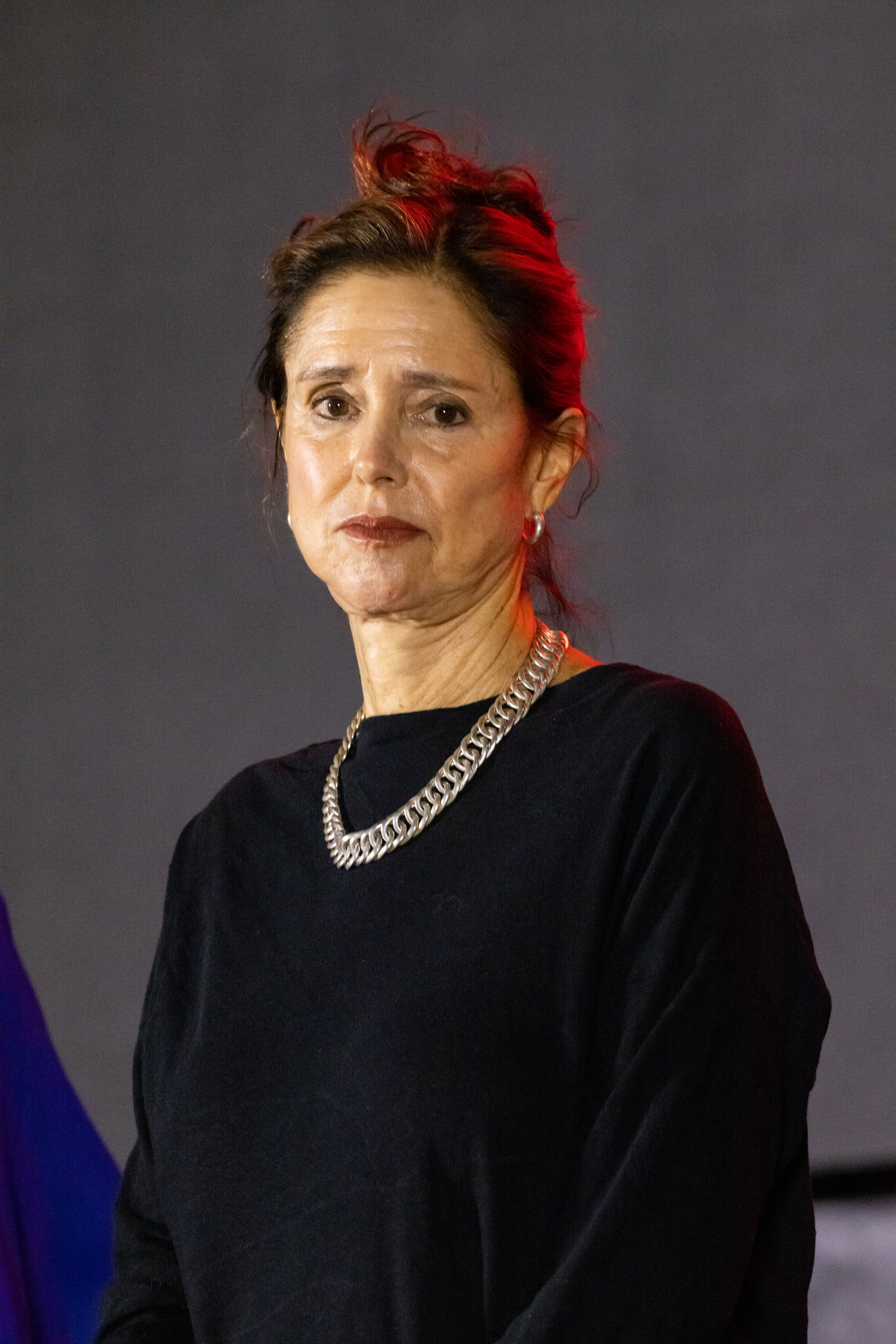
Julie Taymor (* 1952)

### Tayn
- Tayna (* 1996), kosovo-albanische Rapperin

### Tayo
- Tayot, Pascal (* 1965), französischer Judoka
- Tayou, Pascale Marthine (* 1967), kamerunischer bildender Künstler

### Tayr
- Tayroyan, Nersès (1895–1986), irakischer Geistlicher, Erzbischof von Bagdad

### Tays
- Tayseer Rajab Al-Tamimi, islamischer Oberrichter von Palästina
- Taysen, Adalbert von (1832–1906), preußischer Generalleutnant sowie Militärhistoriker
- Taysen, Adalbert von (1878–1945), deutscher Generalleutnant
- Taysen, Friedrich von (1866–1940), deutscher General der Infanterie in der Reichswehr
- Tayşengil, Saim (1932–2008), türkischer Fußballspieler
- Tayssen, Peter Christian, deutscher oder norwegischer Alchemist und Hochstapler

### Tayy
- Tayyib, Ahmad al- (* 1946), ägyptischer Großscheich der al-Azhar-Moschee Kairo